# 紅磡站
紅磡站，前稱九龍車站、香港紅磡站，是一個位於香港九龍油尖旺區紅磡灣暢運道，屬於港鐵東鐵綫與屯馬綫的鐵路轉乘站，亦曾是往返中國內地與香港的城際直通車終點站。此站雖以紅磡為名，實際上車站是座落於紅磡灣西岸，與傳統上的紅磡區相差約1公里。

## 概述
現今紅磡站的建立，屬九廣鐵路（英段）現代化工程的一個重要部分，該工程主要包括全線鋪設雙軌以及列車電氣化，兩項工程的起點均由紅磡站開始。
原有的九廣鐵路南端終點站位於尖沙咀，但該車站使用逾半世紀後，未能滿足日益增加的運載需要，加上車站附近已有一定的發展，當時的英屬香港政府須另覓土地以興建新的鐵路終點站。最終政府決定在海底隧道旁的填海地上，斥資約1.5億港元興建一座新車站，也就是現在的紅磡站，同時在車站旁興建紅磡貨場。而英女王伊利沙白二世亦於1975年5月5日抵達車站為一個紀念她蒞港的牌匾揭幕，車站並於同年11月30日啟用（羅弼時爵士於同月24日為車站揭幕），而正式名稱為九龍車站，但坊間普遍以「紅磡火車站」稱之，而在新車站啟用時，曾有不少人質疑名稱太普通，並容易讓人誤會與九廣鐵路其他車站同樣無法突顯其終點站的地位。在新九龍車站啟用當日，尖沙咀至何文田的一段路軌亦停用並拆卸，而尖沙咀的舊九龍車站亦於1978年拆卸，但仍保留尖沙咀鐘樓作為法定古蹟。而在1990年代，九鐵為了與機場鐵路的「九龍站」區分而正式將車站更名為「紅磡站」。
而紅磡站至沙田站之間的新路段於1981年4月27日啟用；並於翌年5月6日開始使用電氣化列車行走。1983年，紅磡至羅湖之間逐漸全綫雙軌及電氣化，而原本用作列車轉向的轉車盤則由月台後方的調車台所取代。
另外，往返中國內地的城際客運服務（直通車）於1979年重新投入服務，城際客運服務列車在香港的終點站亦設於紅磡站，城際客運服務开行期间遍及內地多個城市，包括廣州、上海、北京等地。2020年1月28日，因應2019冠狀病毒病疫情，時任行政長官林鄭月娥宣布須大幅縮減兩地交通，並由同月30日凌晨起暫停紅磡站口岸服務，自當日起城際直通車服務亦會暫停，直至另行通知為止。但在疫情过后，随着2023年穗港高速動車组列車增开香港西九龙站至广州东站的班次、2024年开行北京西站、上海虹桥站与香港西九龙站间的卧铺动车组列车以及紅磡管制站跟內地四個城際直通車口岸於2024年7月31日關閉後，城際直通車的服務亦宣告結束。
而於2012年動工的沙田至中環綫工程将构建香港铁路的「東西走廊」（現屯馬綫）與「南北走廊」（現東鐵綫過海段），而紅磡站則成為两条走廊的轉車站。工程计划利用位於红磡站东侧的紅磡貨場：包括停用紅磡貨場及配套國際郵件中心與紅磡貨運碼頭，其设施則改建为屯馬綫列車停放處，并于該位置興建兩層新月台。然而經歷數次因工程偷工減料醜聞導致的延遲後，紅磡站位於地面新建的G层月台于2021年6月20日率先启用：車站原屬西鐵綫的2、3號月台會搬遷至新月台，西鐵綫列車同日起改用新2號月台清客，並以不載客列車直通運行至啟德站接載屯馬綫一期的乘客；反之由啟德站開出的列車亦會駛進車站新3號月台接載乘客，直至同月27日屯馬綫全綫啟用為止；而位於地底L1层的東鐵綫月台则于2022年5月15日因應東鐵綫過海段正式通車而启用，而車站原屬東鐵綫的1、4號月台會搬遷至新月台以及連接舊有1–4號月台的兩個中層大堂亦正式永久停用。

## 車站結構

### 樓層
目前紅磡站共設有4層，其中3／U2層為C出口大堂，同時設有升降機以及扶手電梯通往位於U3層的餐廳；2／U1層為A–B、D出口大堂／隧道；而G層為原城際直通車月台層、東鐵綫列車停放側綫以及屯馬綫月台；至於L1層則為東鐵綫月台。
另外，紅磡站的上蓋設有港鐵紅磡大樓（港鐵學院）及停車場。
|                   |  | 東鐵綫列車停放側綫（前東鐵綫月台） |
| 島式 · 已停用     |  |                                    |
|                   |  | 東鐵綫列車停放側綫（前西鐵綫月台） |
|                   |  | 東鐵綫列車停放側綫（前西鐵綫月台） |
| 島式 · 已停用     |  |                                    |
|                   |  | 東鐵綫列車停放側綫（前東鐵綫月台） |
|                   |  | 原城際直通車月台                   |
| 島式 · 已停用     |  |                                    |
|                   |  | 原城際直通車月台                   |
|                   |  | 原貨運月台                         |
| 側式 · 不開放使用 |  |                                    |

|                            |   | 屯馬綫往烏溪沙（何文田） | 2 |  |
| 島式 · 開右邊车门 · 洗手間 |   |                          |   |  |
|                            | 3 | 屯馬綫往屯門（尖東）     |   |  |

|                   |   | 東鐵綫往羅湖及落馬洲（旺角東） | 1 |  |
| 島式 · 開右邊车门 |   |                                |   |  |
|                   | 4 | 東鐵綫往金鐘（會展）           |   |  |

### 大堂
紅磡站大堂的主体结构建于1976年，並由當時的工務司署負責設計。當時的車站大堂頂部曾裝設多個獨特的球型照明燈光（俗稱「波波燈」），不過在1990年代中期進行改建時被假天花取代。而前九鐵於1997年利用原货场地块扩建，增建交通、商业设施并新建屋顶，新大堂由建築師霍朗明设计。大堂东侧设有绿色钢柱，并以波浪型屋顶覆盖。大堂主体结构位于3／U2层，而C出口、已停用的直通车大堂跟其票务與服务中心以及入境事務處設施亦设于此层；而2／U1層为转换交通层，該層並设有A－B、D出口。
而車站大部分的商店設於大堂的非付費區內，包括位於大堂的麵包糕餅店、零食店、時裝店、旅行社等；而A–B、D出口大堂則只有一間便利店設於近D出口位置。
而大堂U3層分為南、北兩部分，其中南側部分曾於2016年5月開設美食廣場「食東西」，進註食肆包括漢堡王、鴻福堂、日出茶太、燒味站、點一龍及北海道牧場餐廳等，但直到2019年1月突然宣佈結業。而原址直到同年10月由麥當勞承租；而北側部分則為由美心集团经营的美心food²以及星巴克。
而大堂同時亦設有香港郵政郵箱、港鐵「會員服務站」、自動櫃員機以及自動售賣機等。另外港鐵亦在2016年興建沙中綫期間在車站C出口大堂外設置多間站外商店。
- C出口大堂內部（2022年5月）
- 大堂連接東鐵綫月台的扶手電梯（2022年5月）
- 城際直通車大堂（2022年5月）
- 位於禁區內的直通車候車室（2010年5月）
- C出口大堂內設有餐廳（2022年5月）
- 設於C出口大堂外的商店（2022年5月）
- 大堂連接A–B、D出口大堂的非付費區行人通道設有商店（2023年6月）
- 行人通道，近A出口（2022年5月）

### 月台
目前屯馬綫及東鐵綫月台以兩層的島疊式月台排列，當中位於地面（G層）為屯馬綫月台；而位於地底（L1層）則為東鐵綫月台，該四個月台在啟用時均已裝設月台幕門。至於屯馬綫月台採用圓柱體的支柱；而東鐵綫月台則為採用長方體，並且東鐵綫的月台闊度較屯馬綫月台的窄。
而紅磡站在啟用時設有7個月台，而車站北端外牆曾寫有「P1-P7」的月台編號，而其中四個月台（前1-4號月台）原為香港境內客運綫（東鐵綫以及在屯馬綫全綫通車前的西鐵綫）月台，然而為配合沙田至中環綫工程而須於前紅磡貨場位置增建新月台，其中兩個月台在西鐵綫於2021年6月改用新月台後停用；而餘下的兩個月台亦於2022年5月東鐵綫過海段通車並改用新月台後亦隨即停用，而該四個月台會作為停放東鐵綫列車的側綫。至於城際直通車月台（5、6號月台）採用一組島式月台排列，目前作為「站見」的展覽區；而7號月台則為不對外開放的貨運月台，現時只作為備用用途。
- 屯馬綫2、3號月台（2023年12月）
- 東鐵綫1、4號月台（2023年12月）
- 東鐵綫月台頭等車廂候車位置（2022年5月）
- 屯馬綫及東鐵綫月台設有典型尼龍袋條紋玻璃藝術品（2023年12月）
- 月台設有焗漆板書法字（2023年12月）
- 屯馬綫月台北端設有洗手間（2022年10月）

另外，車站屯馬綫月台北端亦設有洗手間，是現時在港鐵網絡中少數在車站月台上設置洗手間的車站。

### 車站藝術
車站設有名為《失而復得》的車站藝術品，由香港藝術家林嵐創作。該藝術品由三組作品組成，其中兩組位於屯馬綫月台；一組大型裝置計劃設置於大堂。作品以不同年代及種類的行李及物件創作雕塑及玻璃圖案，以展現站內乘客的不同失物，包括鑰匙、錢包、帽子以及鞋等。藝術家指藝術品經歷7年才完成，並透露曾經因社會經歷不少事件，曾想過放棄繼續創作。
| 紅磡站車站藝術概覽 | 紅磡站車站藝術概覽 | 紅磡站車站藝術概覽 | 紅磡站車站藝術概覽 | 紅磡站車站藝術概覽 | 紅磡站車站藝術概覽 | 紅磡站車站藝術概覽 |
| 圖片               | 圖片               | 藝術品             | 藝術家             | 位置               | 完成日期           |                    |
| ------------------ | ------------------ | ------------------ | ------------------ | ------------------ | ------------------ | ------------------ |
|                    |                    | 《失而復得》       | 林嵐（香港）       | 屯馬綫月台         | 2021年6月          |                    |
|                    |                    | 《失而復得》       | 林嵐（香港）       | 東鐵綫月台         | 2022年5月          |                    |

### 出入口
紅磡站設有14個出入口，其中A–B、D出口設於車站中層（第2層）。
|                                          |                   | |      |
|                                          |                   | |      |
| 編號                                     | 指示              | 建議前往目的地 | 圖片 |
| A–B、D出口大堂／隧道                     |                   | |      |
| 出口 · A · 1 · 盲道标志 · 无障碍通道标志 | 香港理工大學      | 過海巴士站（近香港理工大學）、香港欖球總會京士柏運動場、京士柏曲棍球場、香港女童軍總會、香港理工大學、香港理工大學校園捐血中心、市政局百週年紀念公園、衛理苑 |      |
| 出口 · A · 2                             | 香港理工大學      | 紅磡車站公共運輸交匯處 |      |
| 出口 · A · 3                             | 香港理工大學      | 中旅協記貨倉、結好中心、寰宇殯儀館、專線小巴站、萬國殯儀館、九龍公眾殮房、世界殯儀館、共居大廈、Weave Studios-Hung Hom |      |
| 出口 · B · 1 · 盲道标志 · 无障碍通道标志 | 紅磡區            | 紅茶館酒店、明愛社區書院–紅磡、祥祺中心、中國人壽中心、綠在紅磡、海濱南岸、逸酒店、紅磡灣中心、紅磡診所、紅磡區、紅磡渡輪碼頭、紅磡街坊會小學、紅磡市政大廈、紅磡花園、家維邨、香港嘉里酒店、馬頭涌官立小學（紅磡灣）、香港專上學院紅磡灣校園、理工大學學生宿舍（何文田及紅磡）、半島豪庭、聖公會聖匠中學、維港·星岸、水上的士、黃埔新邨、黃埔花園、 Y83 大學生公寓 |      |
| 出口 · B · 2 · 升降机标志                | 紅磡區            | 紅磡車站公共運輸交匯處、多層停車場、置富都會、都會海逸酒店、九龍海灣酒店、的士站、都會軒、都會大廈 |      |
| 出口 · D · 1 · 盲道标志 · 升降机标志     | 尖沙咀東部        | 安達中心、華懋廣場、康宏廣場、過海巴士站（近尖沙咀東部）、東海商業中心、帝國中心、幸福中心、消防處九龍總部、港晶中心、香港歷史博物館、香港科學館、唯港薈、海景嘉福酒店、新東海商業中心、新文华中心、千禧新世界香港酒店、半島中心、南洋中心、香港理工大學、尖沙咀東部、尖沙咀公共圖書館                                                                              |      |
| 出口 · D · 2 · 盲道标志                  | 尖沙咀東部        | 香港體育館 |      |
| 出口 · D · 3                             | 尖沙咀東部        | 香港體育館 |      |
| 出口 · D · 4                             | 尖沙咀東部        | 香港體育館 |      |
| 出口 · D · 5 · 盲道标志 · 无障碍通道标志 | 尖沙咀東部        | 尖沙咀海濱花園 |      |
| 出口 · D · 6                             | 尖沙咀東部        | 多層停車場、置富都會、都會海逸酒店、九龍海灣酒店、的士站、都會軒、都會大廈 |      |
| C出口大堂                                |                   | |      |
| 出口 · C · 1 · 盲道标志 · 同层           | 巴士總站          | 紅磡車站公共運輸交匯處、香港理工大學紅磡灣校園 |      |
| 出口 · C · 2 · 盲道标志 · 同层           | 國際都會          | 置富都會、都會海逸酒店、海灣軒海景酒店、海韻軒海景酒店、香港體育館、九龍海灣酒店、的士站、過海的士站、都會軒、都會大廈、尖沙咀海濱花園 |      |
| 出口 · C · 3 · 盲道标志 · 同层           | 香港體育館        | 香港體育館、海底隧道巴士站 |      |
| 出口 · 升降机标志                        | 出口 · 升降机标志 | 多層停車場、港鐵學院、港鐵紅磡大樓 |      |
| 註： 設有 \| 設有 \| 設有 \| 設於同一層  |                   | |      |

## 利用狀况
自紅磡站投入服務以來，該站一直是東鐵綫的南面終點站。雖然尖沙咀支線於2004年竣工後暫時成為東鐵綫的中途站，但隨著2009年西鐵綫延伸至紅磡站，而東鐵綫再次以紅磡站為終點站，車站亦因而成為東鐵綫及西鐵綫的終點站及轉乘站；而在2021年屯馬綫全綫通車後，車站成為繼大圍站後另一個東鐵綫及屯馬綫的轉乘站，作為兩綫重要的轉乘站，每天的繁忙時間均有很多乘客使用紅磡站轉車，往返九龍及新界；而翌年（2022年）東鐵綫更延伸至港島區的金鐘站，故乘客可選擇乘搭東鐵綫往返港島區。此外，該站位於紅磡海底隧道的九龍入口旁邊，鄰近海底隧道巴士站，有多條過海隧道巴士路線途經，而在1990年代紅磡灣填海前，紅磡碼頭更位於車站旁，因此亦有不少往返新界及香港島的乘客會在該站轉乘過海交通。
另外，車站亦鄰近多個重要地標、住宅區及酒店等，在觀塘綫未延伸至黃埔花園一帶時，有不少居民更步行或乘搭巴士、小巴前往紅磡站轉乘鐵路，因此每日均有不少乘客進出紅磡站。而每當鄰近的香港體育館有活動進行（如演唱會、國際體育賽事等），車站更會出現大量的人流。
紅磡站同時是香港往返中國大陸各地城際直通車的終點站，在廣深港高速鐵路通車前為唯一直接來往廣州、上海、北京等地的鐵路車站，然而隨珠三角一帶的陸路交通發展，城際直通車只能在紅磡站上落，不及跨境巴士般在港九新界各區上落，班次亦不及跨境巴士頻密，城際直通車的客量已開始下跌，而自廣深港高速鐵路及港珠澳大橋通車後客量已大不如前，而在高鐵通車一年後，城際直通車客量平均下跌四成多。而目前因受2019冠狀病毒病疫情及高鐵的影響，城際鐵路列車已於2020年1月30日起停運。

## 接駁交通
現時位於紅磡站車站大堂外設有紅磡站公共运输交汇处（巴士站、小巴站、的士站），內有多條巴士、小巴路線或的士往返各區。
另外，紅磡站旁並設有兩條行人天橋連接車站大堂及紅磡海底隧道收費廣場的巴士站，方便乘客轉乘過海隧道巴士往返香港島或九龍各區。此外，收費廣場旁亦設有一個巴士總站，位於尖沙咀東。

## 歷史

### 臨時車站
九廣鐵路曾在1910年啟用初期，於現今理工大學鍾士元樓A座及香港歷史博物館之間，設置以木材興建的臨時車站。但該站因結構毀壞不堪，於1921年6月13日停用及被拆卸，惟周邊土地仍有作為鐵路用途。

### 新車站
1973年，九廣鐵路開始電氣化工程，同時也一同將九廣鐵路由尖沙咀縮短至紅磡，新車站於1975年11月30日啟用。其後，原九廣鐵路局的總部亦改設於此站閣樓，直至1983年2月1日解散為止。
而在1978年8月，此車站停車場最頂三層，亦曾一度撥予康樂體育事務處開設體育中心，但該中心其後已關閉並還原為車位。

### 東方快車終點站
1988年，日本富士電視台為紀念成立30週年，東方快車開出一列由NIOE編組的特別列車，於1988年9月7日在法國巴黎里昂車站啟程，途經西德、東德、波蘭、蘇聯、中國內地及香港，最後以船運往日本繼續行程，全程15,494公里。東方快車於同年9月26日下午2時45分駛進九龍（紅磡）車站，同月末將火車裝箱並船運往日本山口縣下松港，完成餘下日本部分的最後一段旅程。
及後經過健力士世界紀錄驗證，由於該次車程中只有在巴黎里昂車站至香港九龍（紅磡）車站一段，列車才在路軌上連續性營運行駛，故健力士世界驗證機關最後公佈兩站間行駛的東方快車路程才承認為世界最長營運列車，打破了定期由俄羅斯莫斯科往返北韓平壤的國際列車的行駛里數（曾經營運中最長路程的列車）。

### 加建車站大堂
九鐵曾於1993年於車站中層興建2個大堂，以及於1-4號月台盡頭興建一個以粉紅色為色系、連接月台及中層的大堂與E出口，方便乘客前往尖東海濱長廊；同時亦將調車台軌道縮短至僅於5-7號月台使用。不過為配合尖沙咀支線工程，位於1-4號月台盡頭的大堂及E出口已於2001年2月1日起永久封閉及拆卸。

### 擴建工程
1990年代中期，車站平台向紅磡灣方向進行擴建，原位於平台上的巴士總站遷移至現址，新平台上亦新建由英國建築師霍朗明团队下属的Foster Asia設計的新大堂取代舊大堂，奧雅納则协助完成了交通流量预测及规划，擴建工程於1997年完成。新大堂頂部採用波浪形設計，向南的波浪使用碧綠色鋼材；而向北的波浪則為玻璃天窗，而其餘三側外牆則為玻璃幕牆。而擴建工程的總承建商為新昌營造廠，而該大堂亦曾於1998年獲得該年的香港建築師學會年獎優異獎；而位於車站中層通道的擴建大堂亦於2002年5月正式啟用。

### 易名
紅磡站前稱為九龍車站，後來才易名為紅磡車站，至於其原因有個講法，就是為了避免與東涌綫以及機場快綫的九龍站混淆，但是早於1994年，鐵路發展策略及東鐵尖沙咀支線公佈時，就已經建議將九廣鐵路（英段）由原來位於紅磡的九龍車站延伸至尖沙咀，並正式將九龍車站更名為紅磡車站。初時稱作九龍紅磡站，直到1996年2－3月，九龍車站正式易名為紅磡車站，並為九廣鐵路（英段）亦改名為九廣東鐵。
而直通車方面，中方一直以九龍站（其英文釋名：Jiulong稱則以普通話拼音翻譯）稱呼紅磡站，直至2019年4月才改名為香港紅磡站（同時把英文譯名改為Hong Kong Hung Hom），與廣深港高速鐵路香港段的終點站香港西九龍站一致。

### 尖沙咀支線
2004年10月24日，尖沙咀支線通車，九廣東鐵南行列車改以尖東站為終點站。此後直至九龍南綫通車前，九廣東鐵列車只會使用紅磡站2、3號月台，而4號月台則作為停放待避列車或以紅磡站為終點站之用；而1號月台的編號及路軌更曾一度被停止使用。
- 下列為尖沙咀支線啟用後至九龍南綫啟用前的東鐵綫月台排列：

| P                 | 月台 | \| \| \| 東鐵綫停用月台 \| 1 \| \| \| 島式 · 開左邊车门 \| \| \| \| \| \| \| \| 東鐵綫往羅湖及落馬洲（旺角東） \| 2 \| \| \| \| 3 \| 東鐵綫往尖東（終點站） \| \| \| \| 島式 · 開左邊车门 \| \| \| \| \| \| \| \| 東鐵綫備用終點月台 \| 4 \| \| |   |  |
|                   |      | 東鐵綫停用月台 | 1 |  |
| 島式 · 開左邊车门 |      | |   |  |
|                   |      | 東鐵綫往羅湖及落馬洲（旺角東） | 2 |  |
|                   | 3    | 東鐵綫往尖東（終點站） |   |  |
| 島式 · 開左邊车门 |      | |   |  |
|                   |      | 東鐵綫備用終點月台 | 4 |  |

### 九龍南綫
2009年8月16日，九龍南綫通車，紅磡站成為西鐵綫的南端終點站，而東鐵綫的南端終點站亦改回紅磡站，而月台停泊位置亦重新編配，並於3號月台北面設有唯一一條接駁東鐵綫及西鐵綫的聯絡綫。自此之後，紅磡站便成為兩綫之間一個重要的跨月台轉車站。然而，由於西鐵綫列車班次與東鐵綫的不相同，乘客走過對面月台轉乘卻未必每次能夠乘搭到較快開出的一班列車。因此，港鐵在月台內裝設多個液晶显示器，這方便了乘客知悉後可橫過對面月台還是須經過大堂前往另一月台轉乘較快開出的列車。
另外，由於東鐵綫列車車廂數目以及停車位置與西鐵綫的不相同，故此乘客如由東鐵綫轉乘西鐵綫，乘客須走到月台較中央的位置候車。
- 下列為九龍南綫啟用後、沙中綫啟用前的東鐵綫／西鐵綫月台排列：

| P                 | 月台 | \| \| \| 東鐵綫往羅湖及落馬洲（旺角東） \| 1 \| \| \| 島式 · 開左邊车门 \| \| \| \| \| \| \| 2 \| 西鐵綫往屯門（尖東） \| \| \| \| \| 3 \| 西鐵綫往屯門（尖東） \| \| \| \| 島式 · 開右邊车门 \| \| \| \| \| \| \| \| 東鐵綫往羅湖及落馬洲（旺角東） \| 4 \| \| |   |  |
|                   |      | 東鐵綫往羅湖及落馬洲（旺角東） | 1 |  |
| 島式 · 開左邊车门 |      | |   |  |
|                   | 2    | 西鐵綫往屯門（尖東） |   |  |
|                   | 3    | 西鐵綫往屯門（尖東） |   |  |
| 島式 · 開右邊车门 |      | |   |  |
|                   |      | 東鐵綫往羅湖及落馬洲（旺角東） | 4 |  |

### 翻新月台
兩鐵合併後，港鐵為東鐵綫各車站月台進行較低成本的翻新工程，以遮掩車站月台殘舊的觀感。工程包括重新為車站配主題色，並加入花的代表，為月台橫樑及支柱翻上月台配色的油漆，貼上印有車站主題花圖案、附近／主題建築物／街道及站名書法字的牆紙，且加設港鐵化路線圖、指示牌、告示等標識系統，將現有指示牌及直立站牌統一為原地鐵格式。而紅磡站被配色為 紅色，主題花為洋紫荊，而街景則為紅磡站C出口大堂及香港體育館。除此之外，紅磡站月台還使用了嶄新的白色椅及地板翻新。
由於車站月台與車站大堂翻新工程並非同一計劃及非同期進行，因此大堂與月台的配色、主題及用料未必相同。

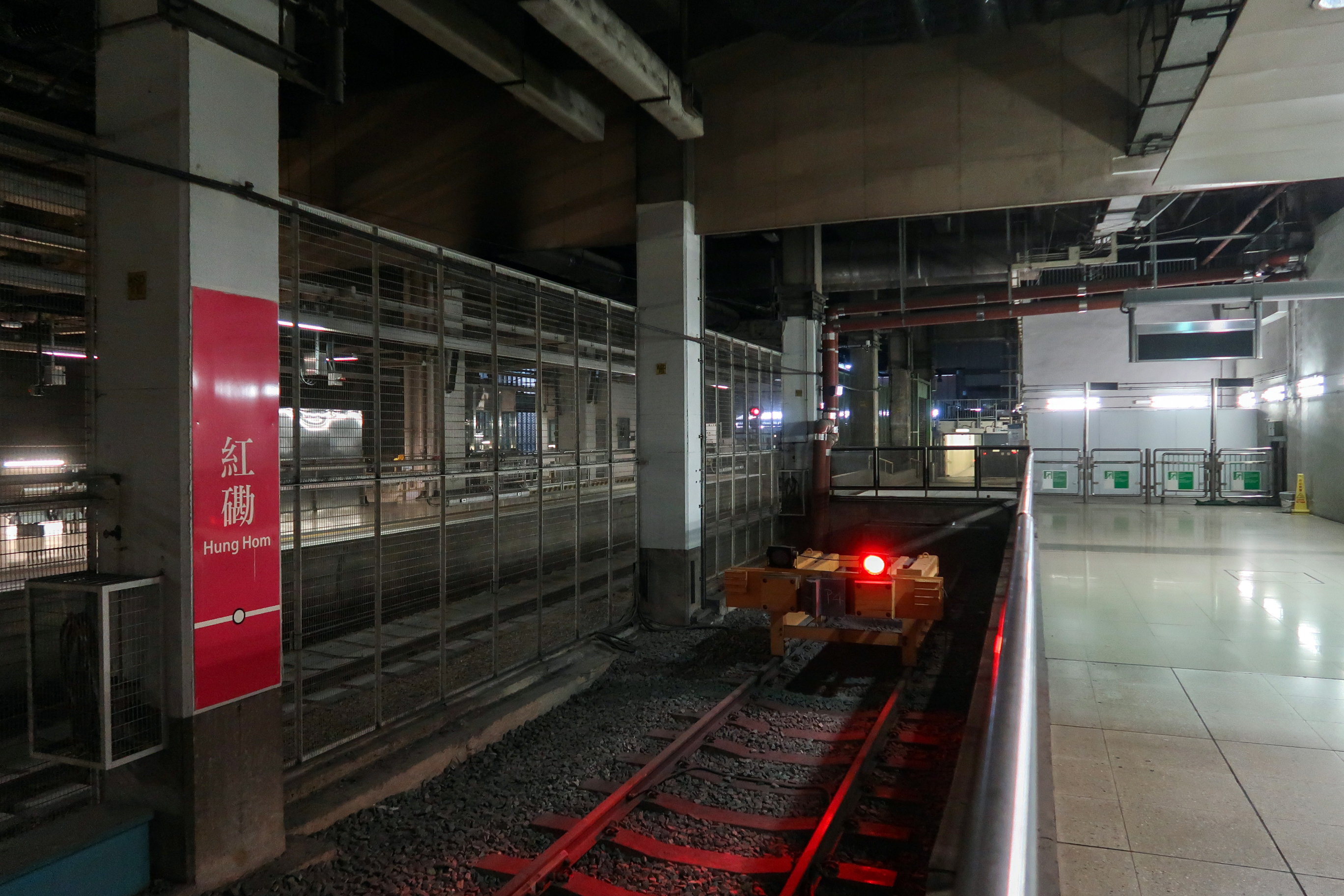
前東鐵綫4號月台路軌末端（2020年10月）
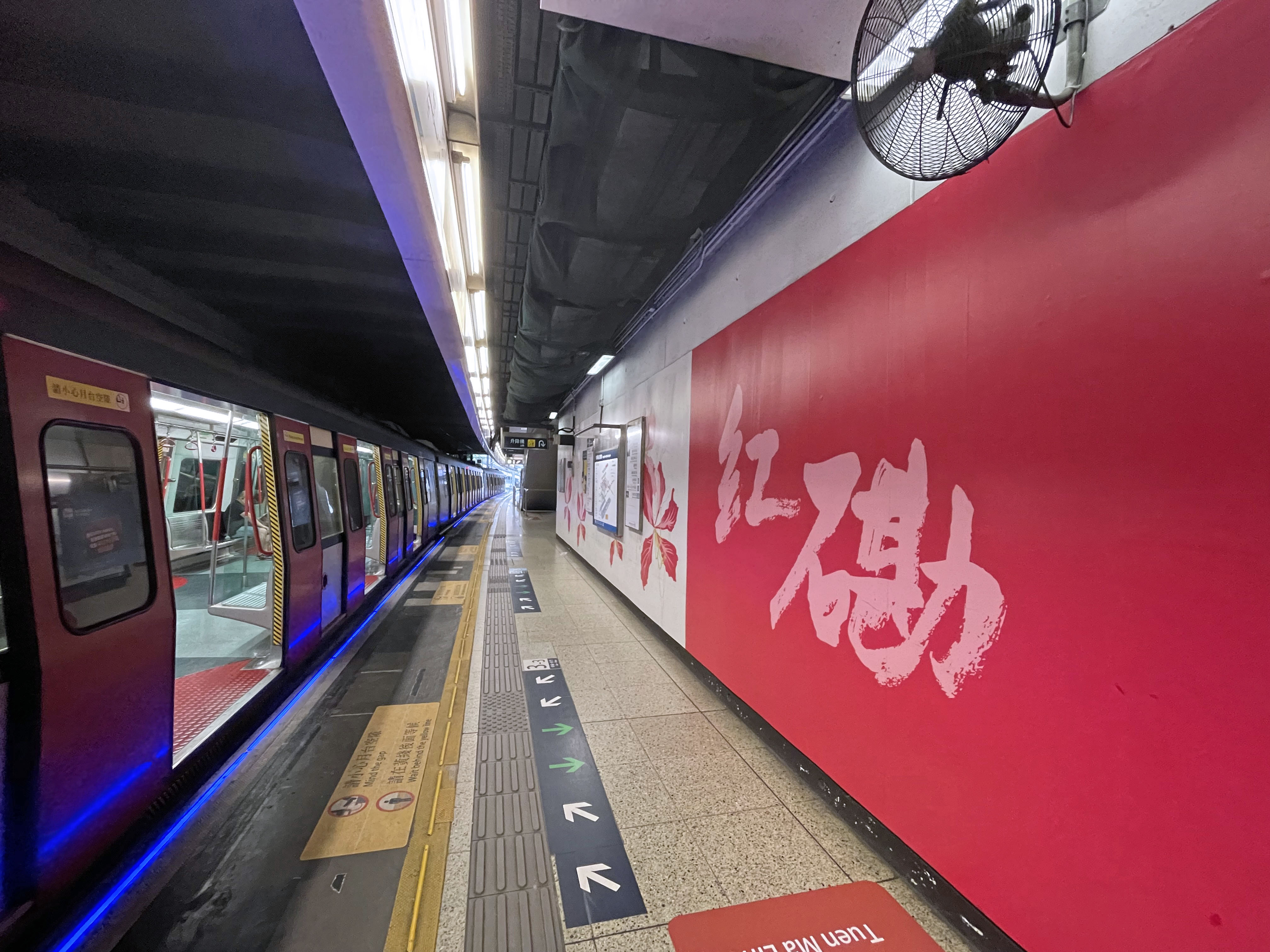
舊有月台書法字，背景主題花為洋紫荊（2021年6月）
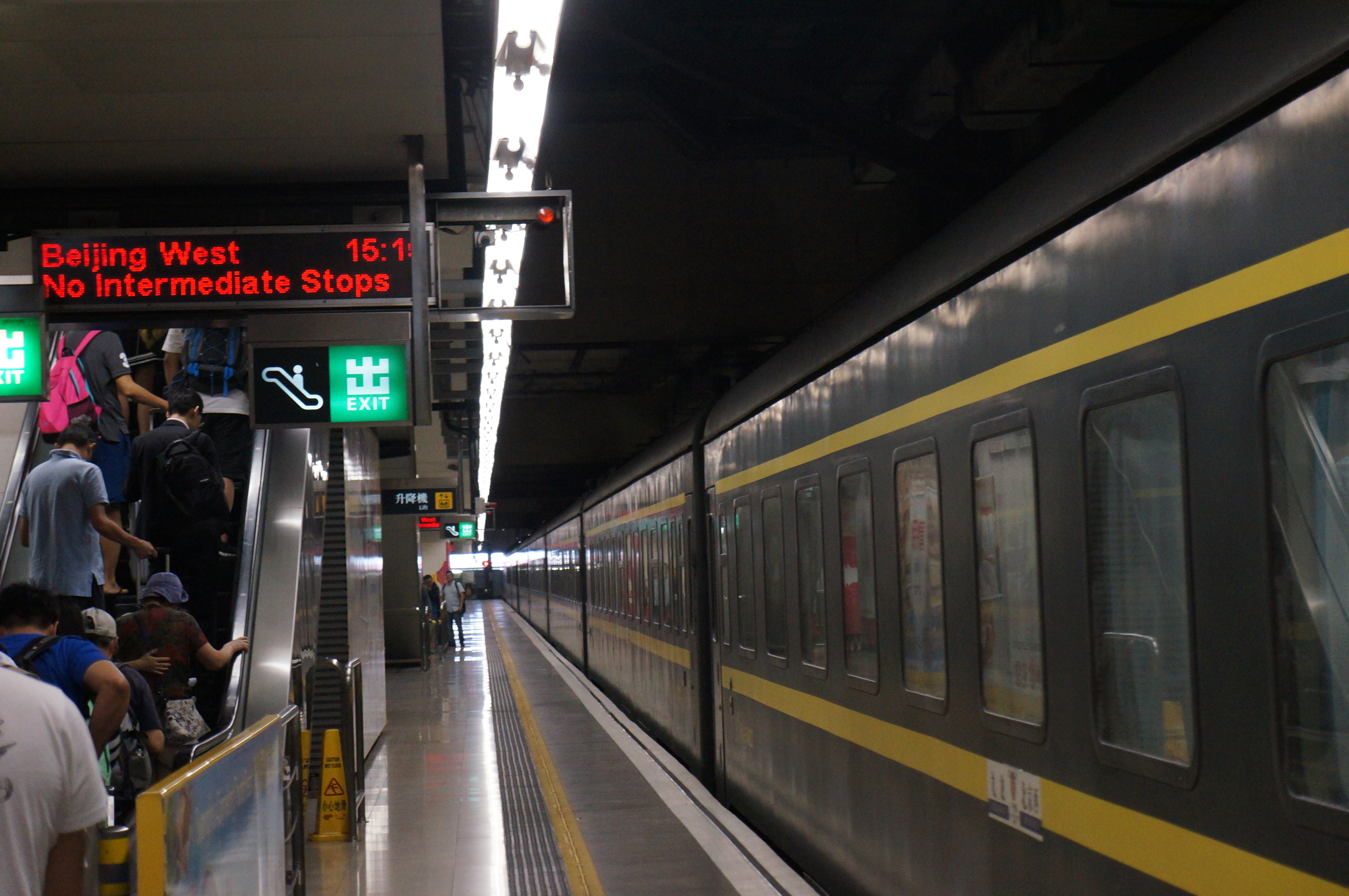
京九直通車停靠在5號月台（2016年9月）
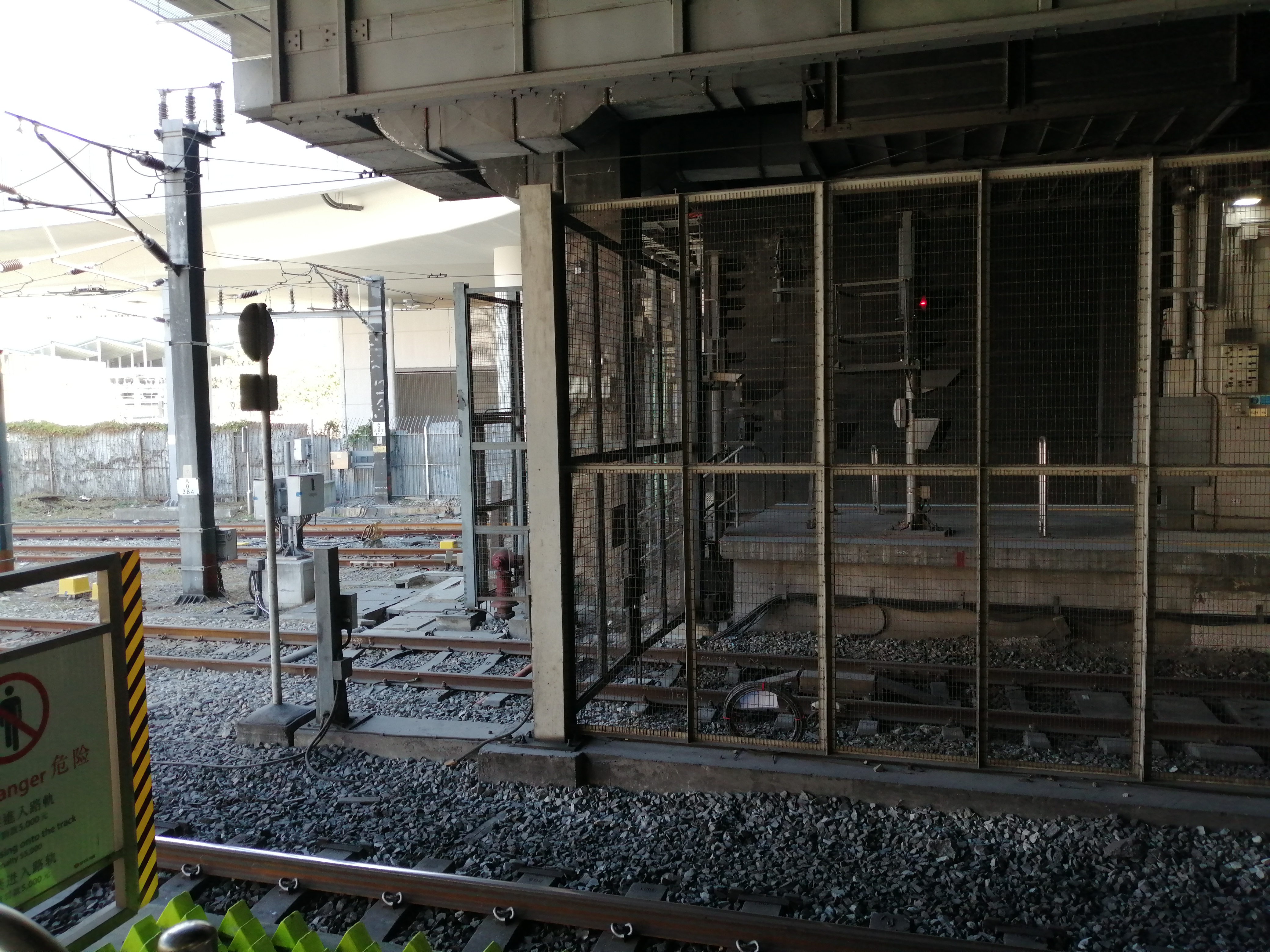
城際直通車軌道在新型肺炎疫情後以鐵閘封鎖（2021年2月）
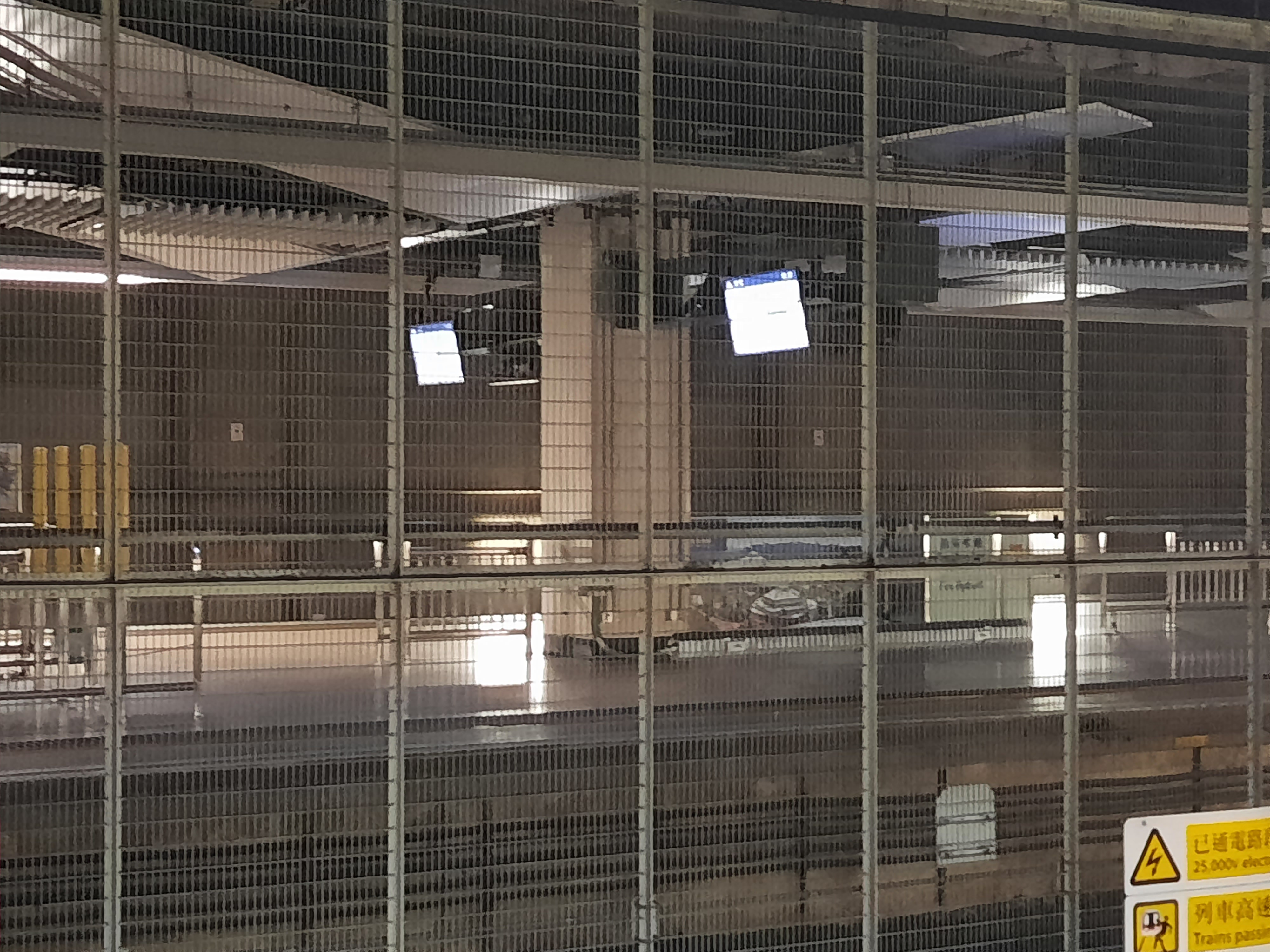
在疫情下的城際直通車月台（攝於前4號月台）（2021年2月）

### 沙田至中環綫

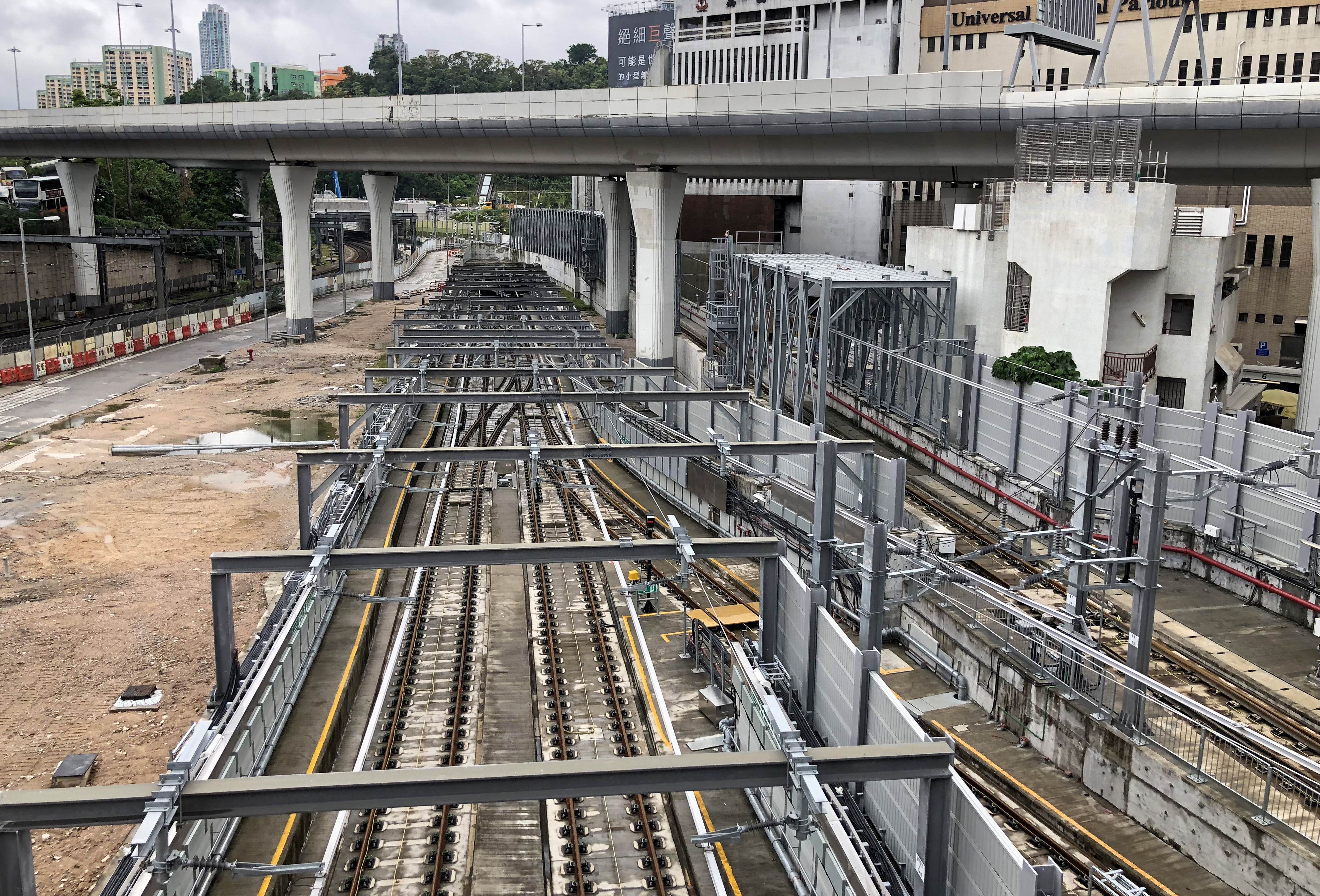
紅磡站以北的屯馬綫路軌

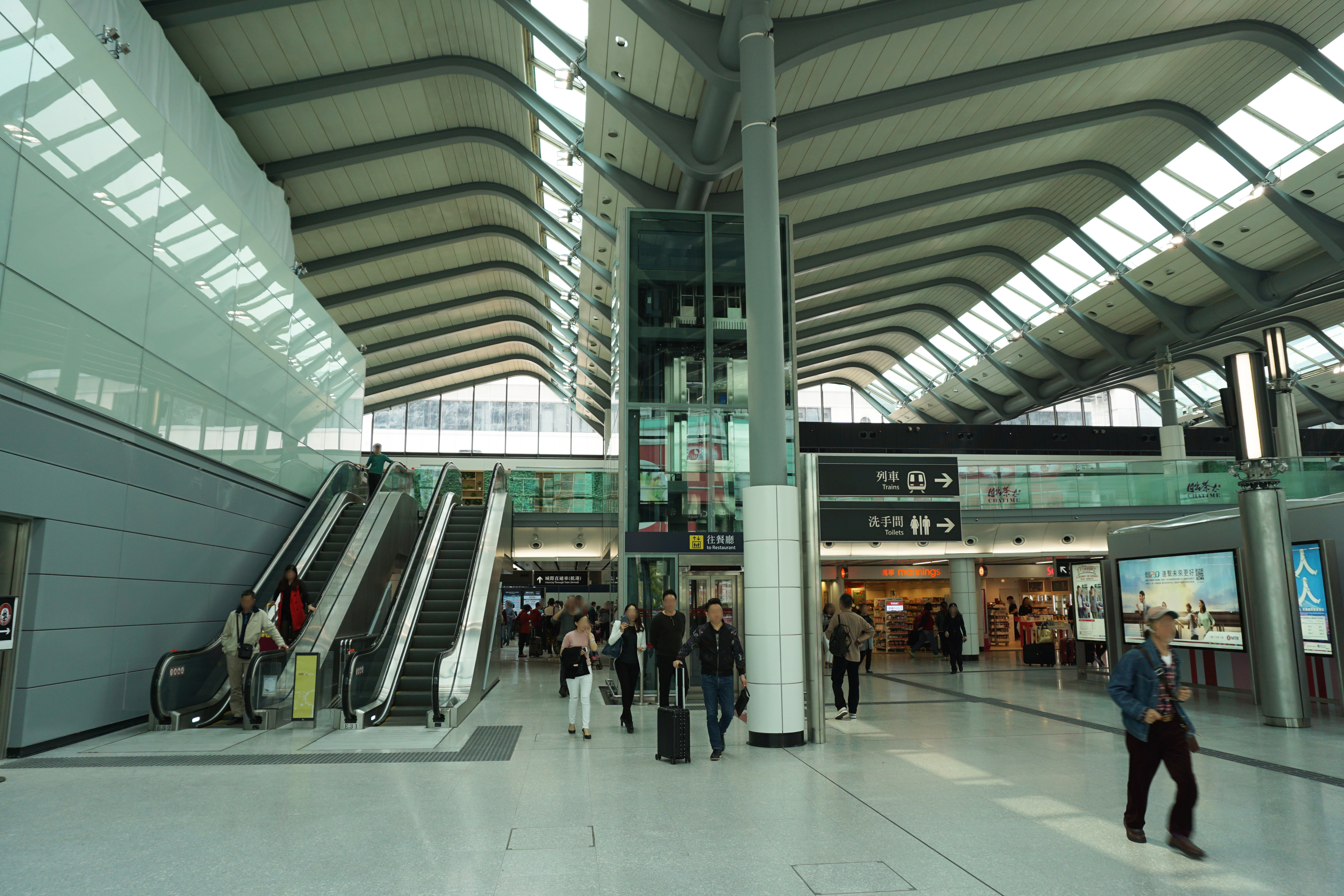
為配合沙中綫的建造，紅磡站大堂再度進行翻新，並於2016年3月底開放工程完成的南面部分

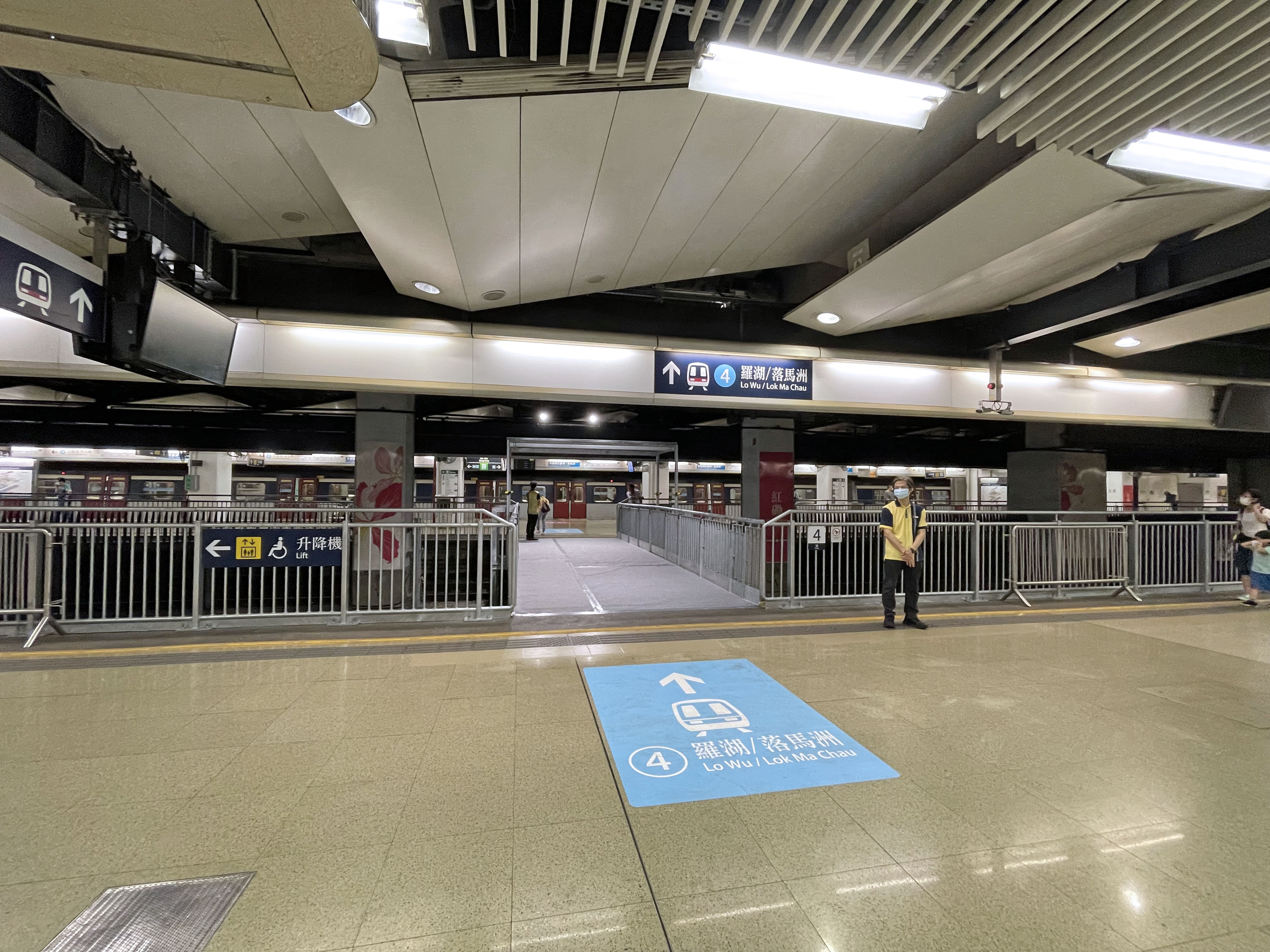
港鐵曾在原有西鐵綫2、3號月台加設欄杆及5條連接舊有東鐵綫1、4號月台的臨時行人接駁通道，有關設施沿用至東鐵綫過海段啟用為止

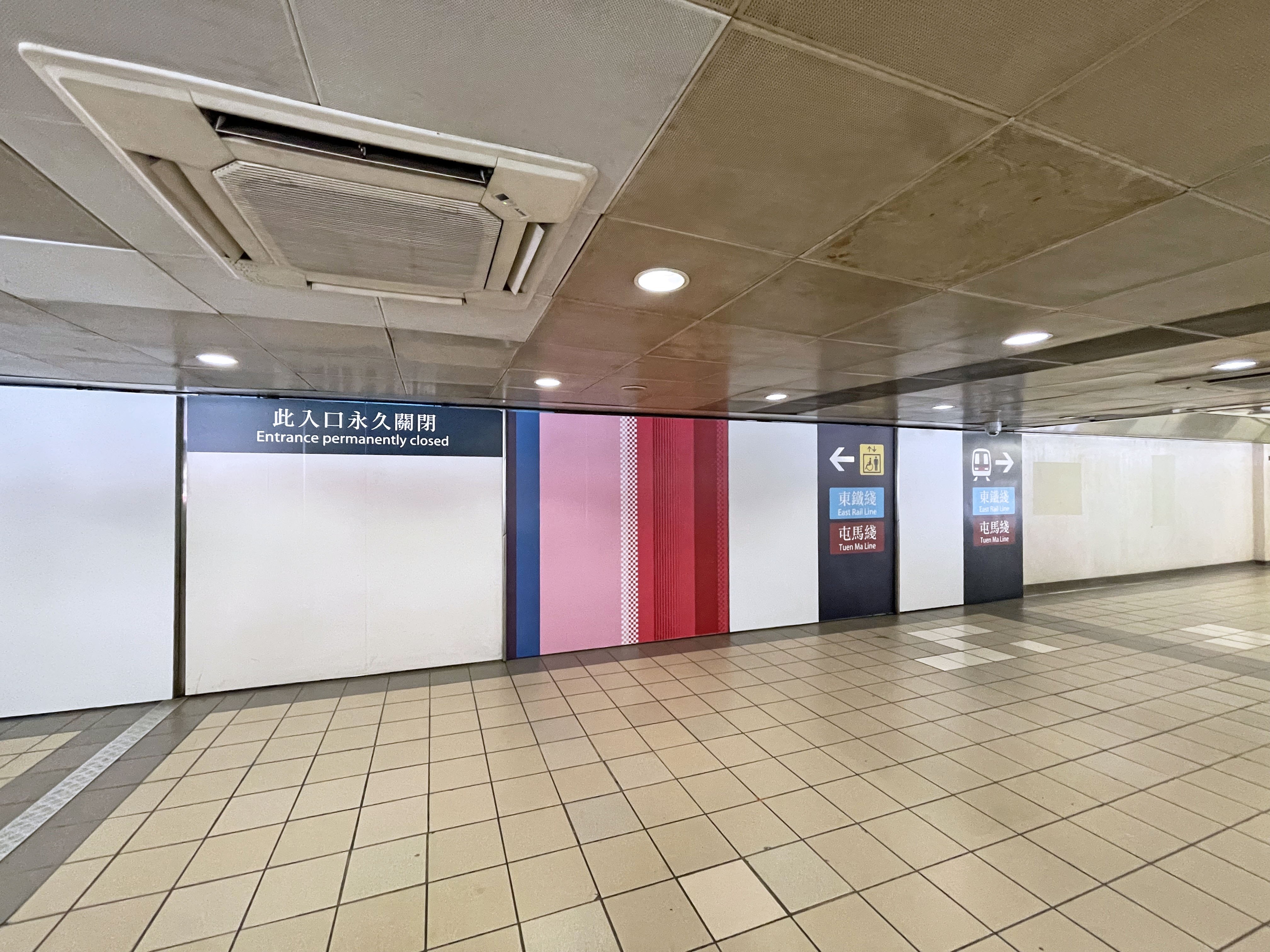
東鐵綫過海段啟用後永久封閉的原中層大堂入口

在沙田至中環綫落實興建時，港鐵決定在車站旁的前紅磡貨場位置（即紅磡站舊客運月台以東位置）興建兩層島式月台。其中設於地面的島式月台供屯馬綫（由西鐵綫及屯馬綫一期合併）使用；而地底的島式月台則予東鐵綫使用，而原有的月台會作為予東鐵綫列車的停泊側綫。
新月台建造工程於2013年展開，並已於2020年中完成。由於工程在現有大堂之下興建，不能超過7米的高度限制，故須採用特製建築機器施工。
港鐵原定計劃將東鐵綫與西鐵綫月台撥歸城際直通車使用，但考慮到廣深港高鐵通車後城際直通車需求將會下降，加上前紅磡貨場會改建為作為屯馬綫列車的停放處，故港鐵決定改建舊有的1－4號月台，日後用作東鐵綫列車停泊側綫，而2號月台北端路軌也將重新接駁東鐵綫路軌。
而紅磡站的東鐵綫／屯馬綫車站大堂會重置在翻新後的C出囗大堂，而位於中層的A－B、D出囗的票務大堂亦會永久關閉，同時並會加設兩條連接至C出口大堂的行人通道（兩條通道均各設兩條扶手電梯）以及升降機連接中層通道。
C出囗大堂進行斥資近50億，分為三階段的改建工程。工程期間，現有車站會繼續使用，但至少有約30間商戶及食肆需局部關閉，並採取臨時措施，包括人潮改道及更改出入口位置等，而不會影響乘客及列車服務。
首階段的車站改建工程將近香港體育館的一列商舖及C3出口關閉，遷移自動售票機及旅客服務站等設施；直通車抵港的乘客則需使用有蓋行人道到大堂。改建工程於2014年9月展開，部分商舖於8月中已關閉，而C3出口亦在同年9月封閉，而相關工程於2016年3月30日完成。
第二階段則會改建靠近巴士總站的北面大堂，並關閉所有大堂商舖，工程於2017年2月19日完成。
最後階段則改建車站大堂中央位置。港鐵預計於2022年，每日會有32萬人次進出紅磡站。
為配合沙中綫的屯馬綫軌道接駁工程，車站前西鐵綫2、3號月台亦曾於2015年暫時輪流停用，以便加設路軌轉轍器。
原本沙中綫的東西走廊（現稱屯馬綫）可望於2019年通車，但鑑於沙中綫偷工減料醜聞，而最壞情況甚至會拆毀原本快完工的月台重建，最終只能分段通車。唯政府及港鐵後來指車站新月台結構安全不用清拆，僅會用不同方式為月台進行加固工程，相關工程已於2021年1月完成，屯馬綫縱而踏入試營運階段。自2021年2月16日起，屯馬綫一期部分列車在抵達啟德站後，會先確保所有乘客已下車，然後列車將繼續駛往紅磡站，再在紅磡站折返，中途停靠沿途各站，以進行路段測試。
為配合沙中綫的東鐵綫路軌接駁工程，港鐵曾於2021年1月10日起至同年10月期間在指定的星期日將東鐵綫旺角東站至紅磡站的列車服務暫停，同時港鐵亦安排免費接駁巴士往返紅磡站及九龍塘站。而西鐵綫乘客在紅磡站出閘時不用繳付車資。
最終經過多個月的連番測試，港鐵及政府在2021年5月28日宣佈屯馬綫將於同年6月27日全綫通車，而西鐵綫於通車前一星期的6月20日會率先改用紅磡站新月台，與屯馬綫一期測試合併運作。而原有的西鐵綫月台並在同日凌晨停用，並加設5條行人接駁橋橫跨西鐵綫原有兩條路軌以接通舊有東鐵綫1、4號月台，以便東鐵綫乘客毋須像以往般經過大堂並上下樓層。而由於往返舊有東鐵綫月台及屯馬綫月台需要經過車站大堂，步行需時約3分鐘，期間乘客須上落樓層兩次，無法像以往可以在對面月台轉乘。
2022年5月14日，自1975年啟用的舊月台最後一日運作，有不少市民及鐵路迷於該日晚上拍照紀錄。而當日尾班車在深夜約12時28分由紅磡站開出，列車離開車站期間有大批鐵路迷揮手道別。

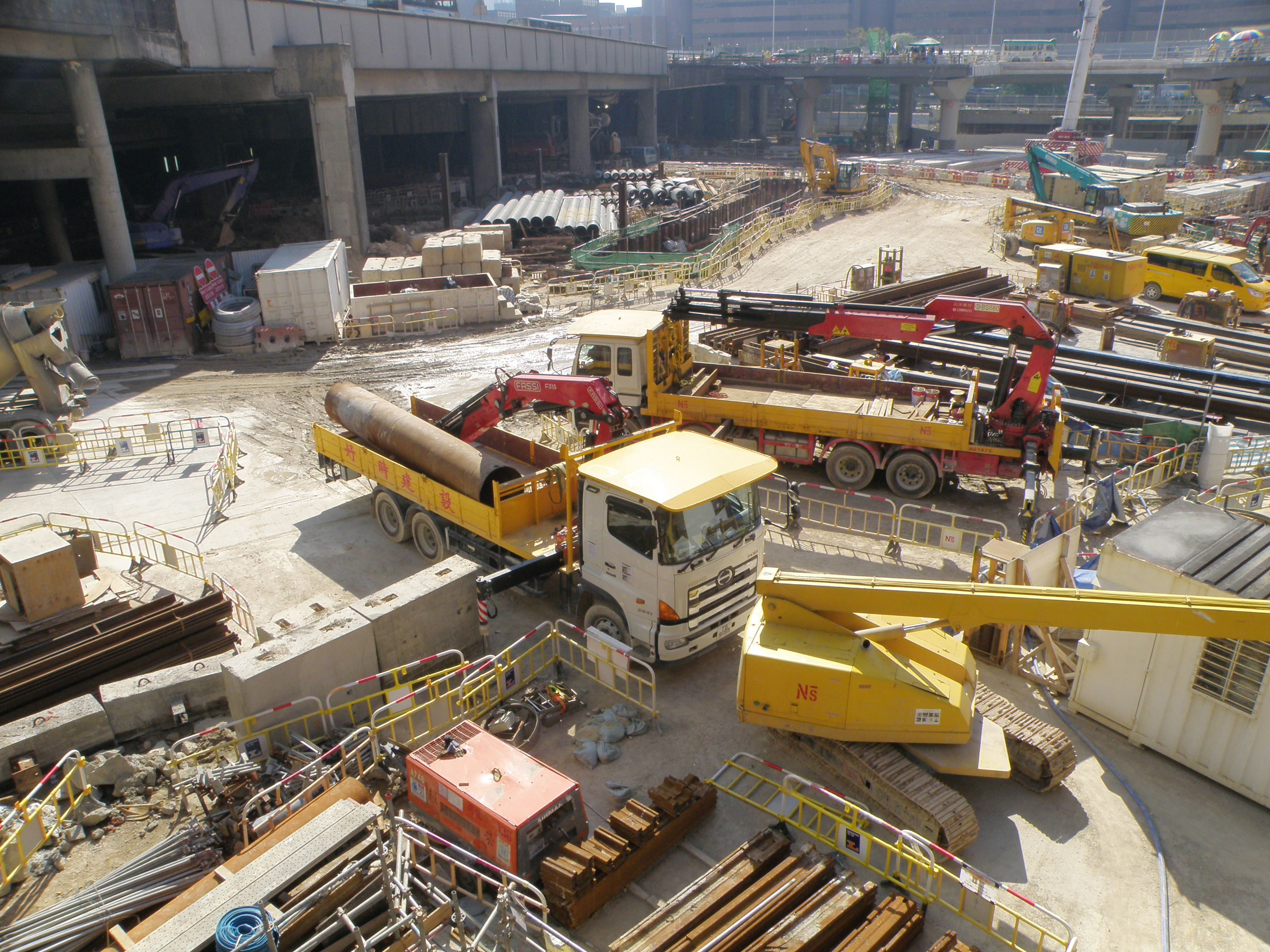
紅磡站以北沙中綫工地（2015年4月）
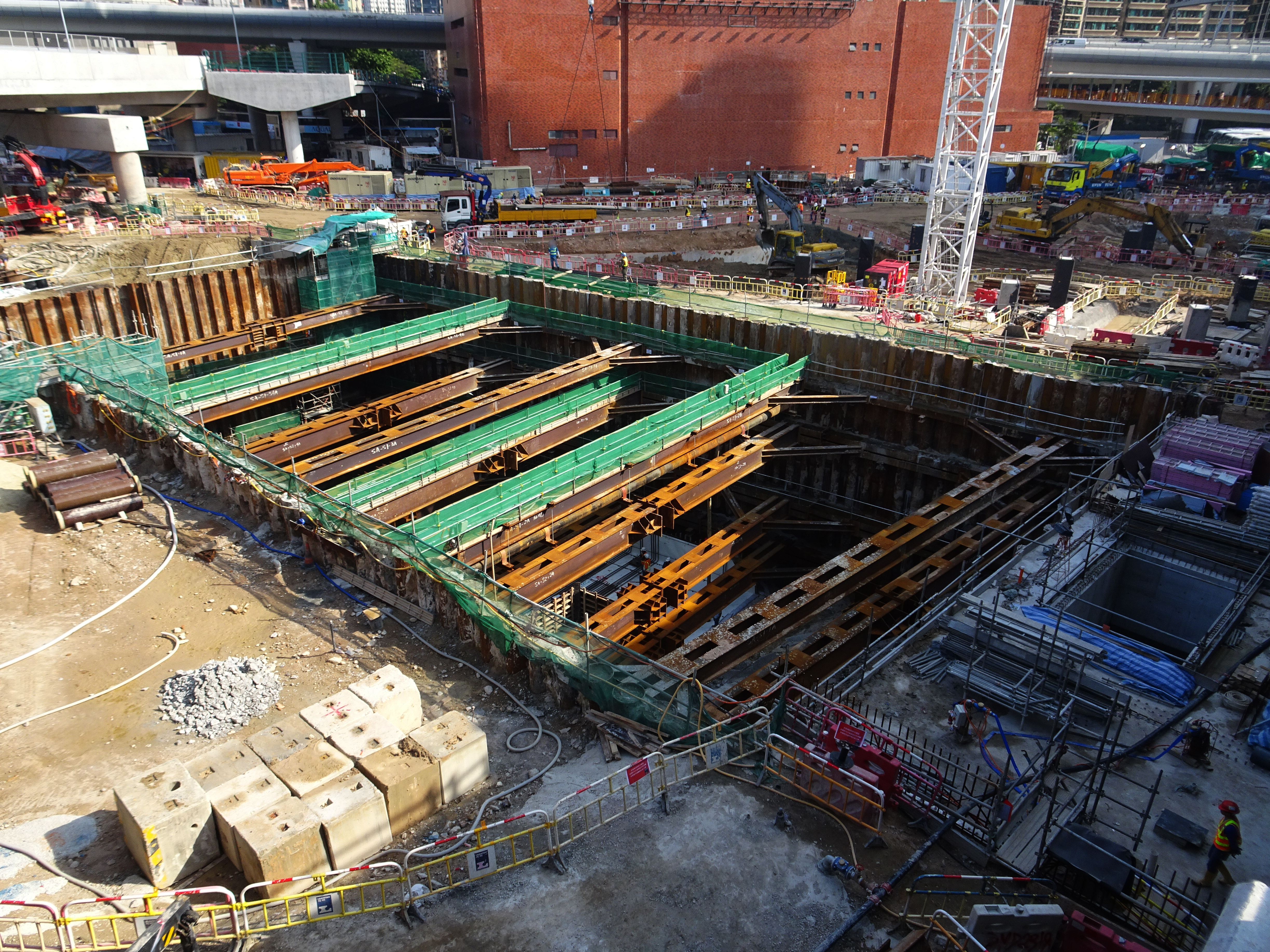
紅磡站以北沙中綫工地（2016年1月）
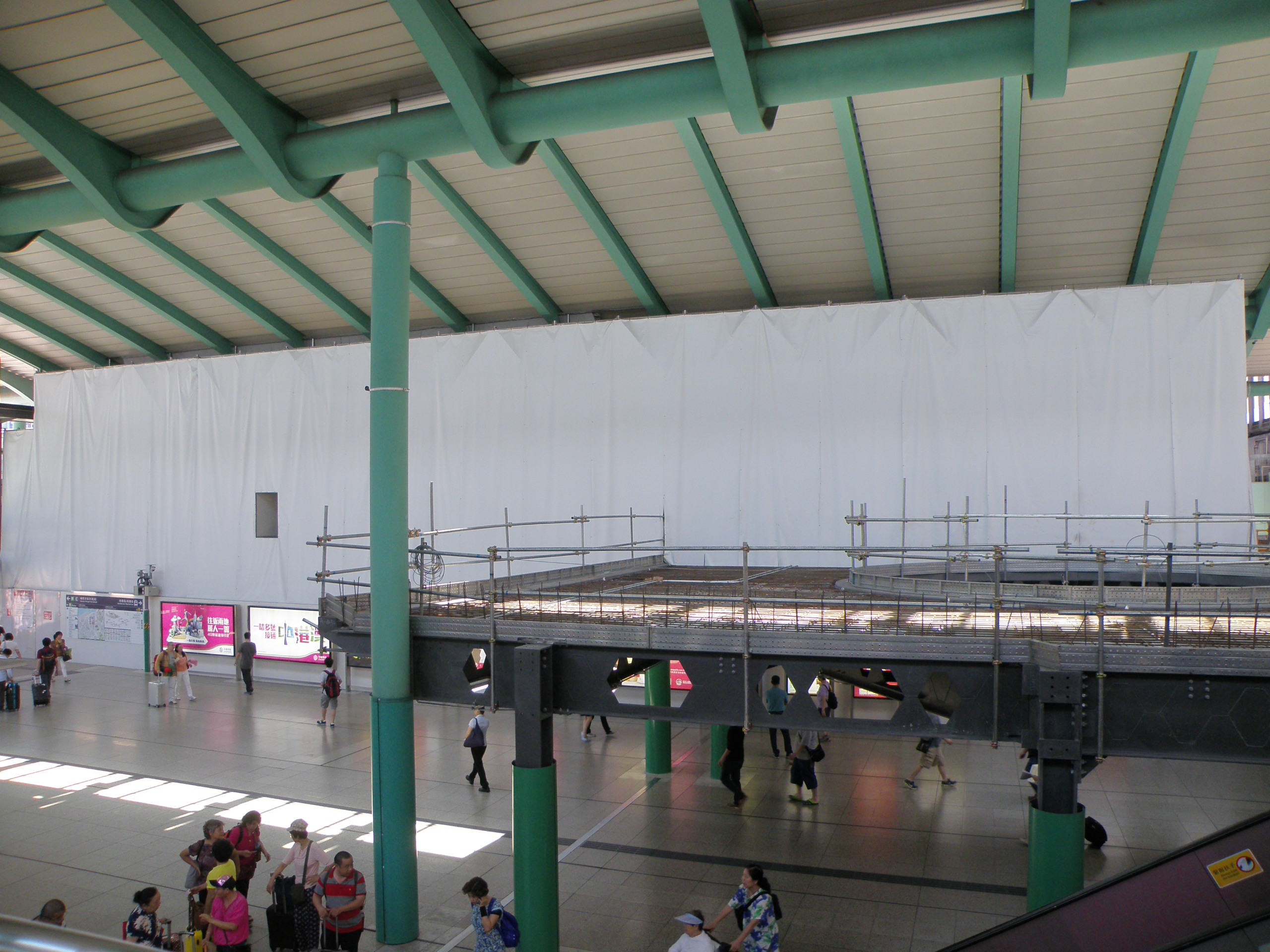
改建中的紅磡站大堂（2015年6月）
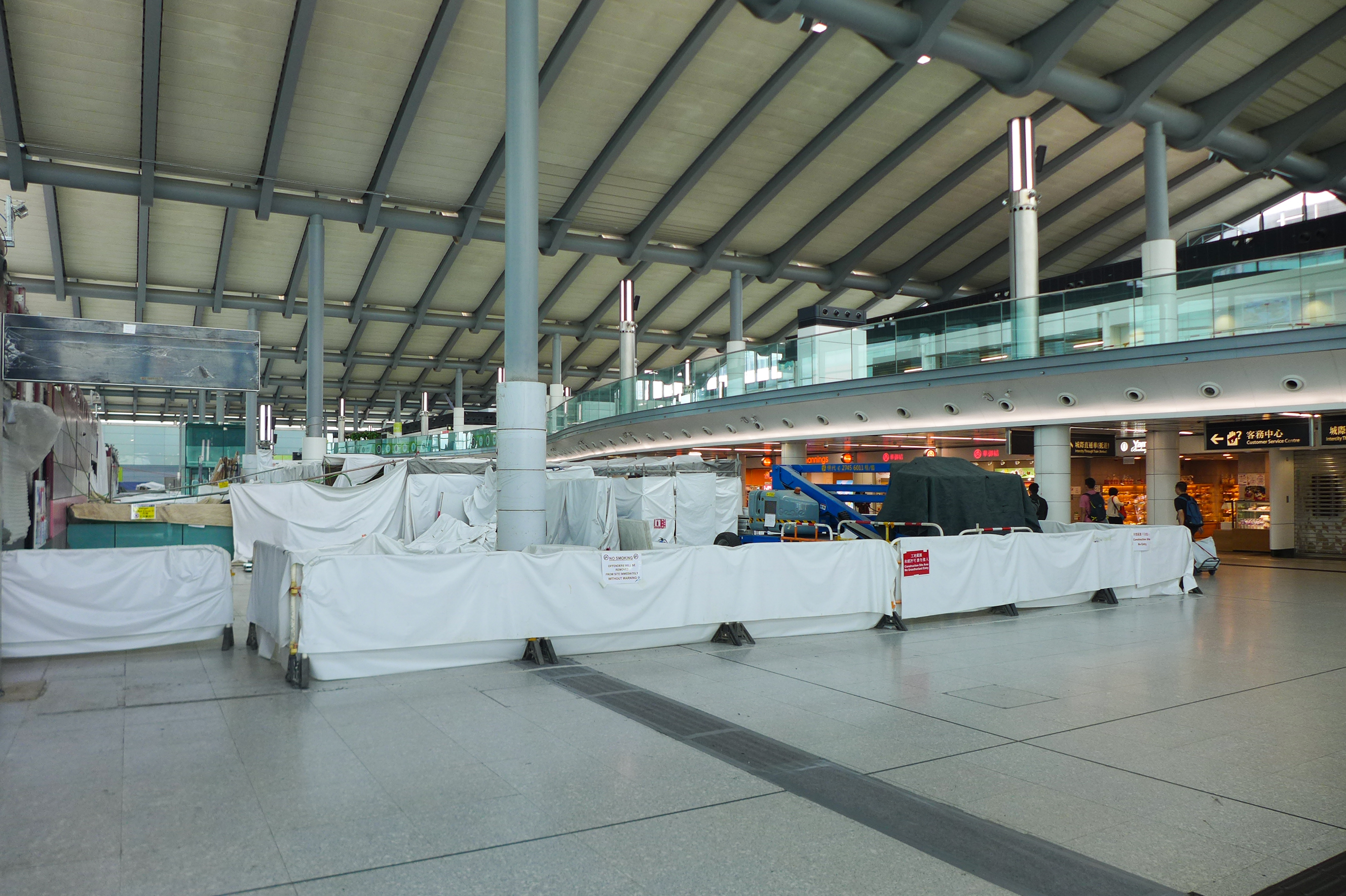
改建中的紅磡站大堂（2018年12月）
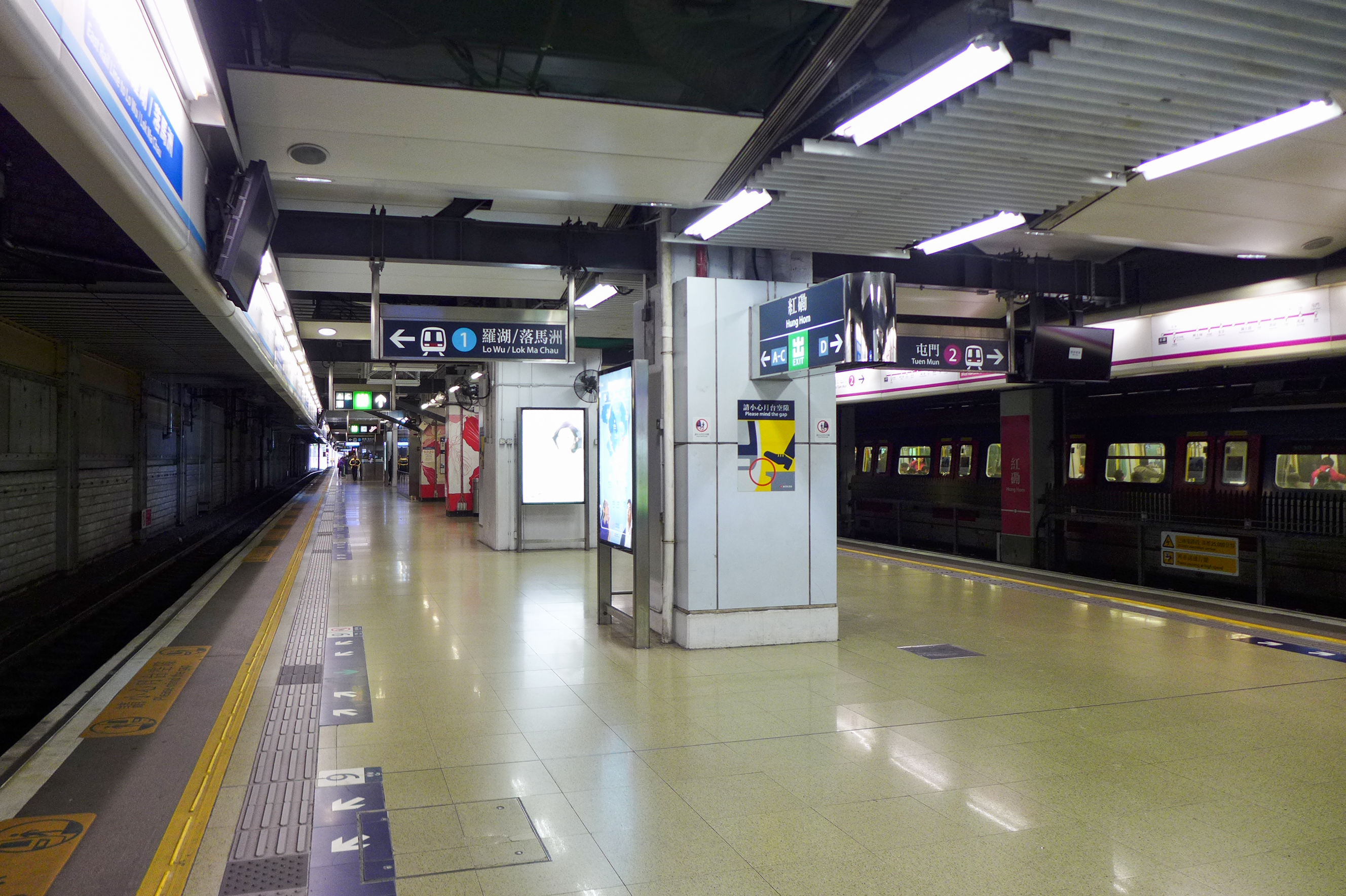
在西鐵綫改用新月台前，曾與東鐵綫共用島式月台（2018年12月）

### 城際直通車停運
2020年1月28日，因應2019冠狀病毒病疫情，時任行政長官林鄭月娥宣布須大幅縮減兩地交通，並由同月30日凌晨起暫停紅磡站口岸服務，自當日起城際直通車服務亦會暫停，直至另行通知為止。
2024年7月31日，入境事务处宣佈关闭红磡管制站，而四个对应的内地城际直通车铁路口岸亦在同日关闭，城際直通車服務亦宣告結束。2025年1月17日，港鐵宣佈從當日起撤銷红磡站的过境限制区（包括5、6号月台及车站大堂部分区域等）。

### 「站見」展覽
2024年1月，有報道指出港鐵公司正計劃年內將紅磡站舊月台重新開放，並在該處展出退役列車。同年4月21日，港鐵宣佈為慶祝公司成立45週年，將在紅磡站舉辦名為「站見」的鐵路展覽，當中會在紅磡站城際直通車月台（5、6號月台）展示三款退役列車，包括6卡中期翻新列車、未翻新的E44編組都城嘉慕列車以及56號G16型柴油機車；而大堂內亦會展示不同時代的設施與制服，包括九龍灣車廠車務控制台、雷達鐘、紀念車票、尖沙咀鐘樓銅鐘及港鐵現代化列車車頭等，並且於同月27日起於逢星期六、日及公眾假期開放予公眾預約免費參觀，原定展出至該年年末。由於反應熱烈，港鐵後來安排自該年7月起可預約平日參觀時段，其後在2025年1月17日宣佈將展期延長至該年年底，並將九廣通列車加入展覽。

「站見」展覽展品
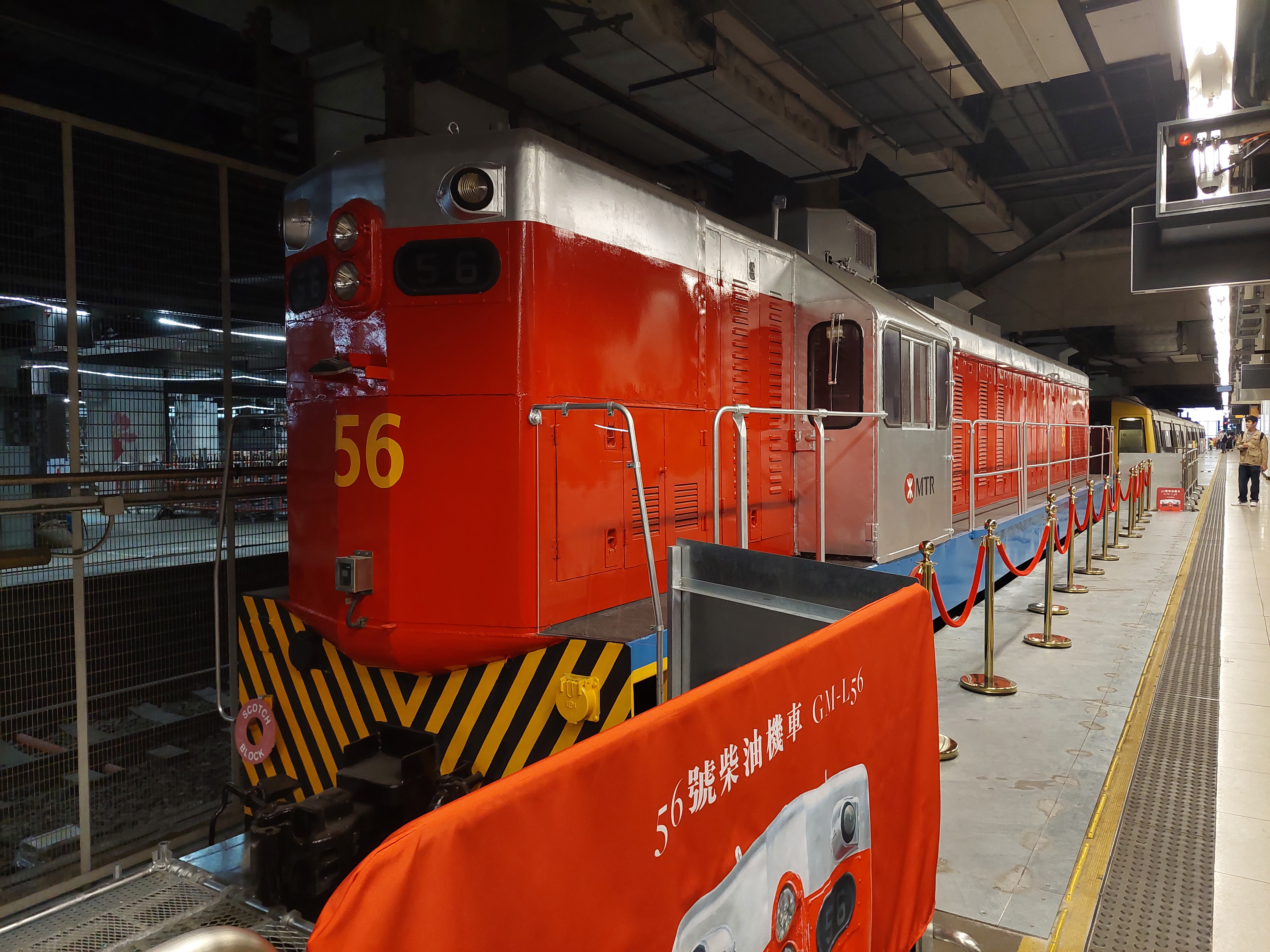
G16型柴油機車
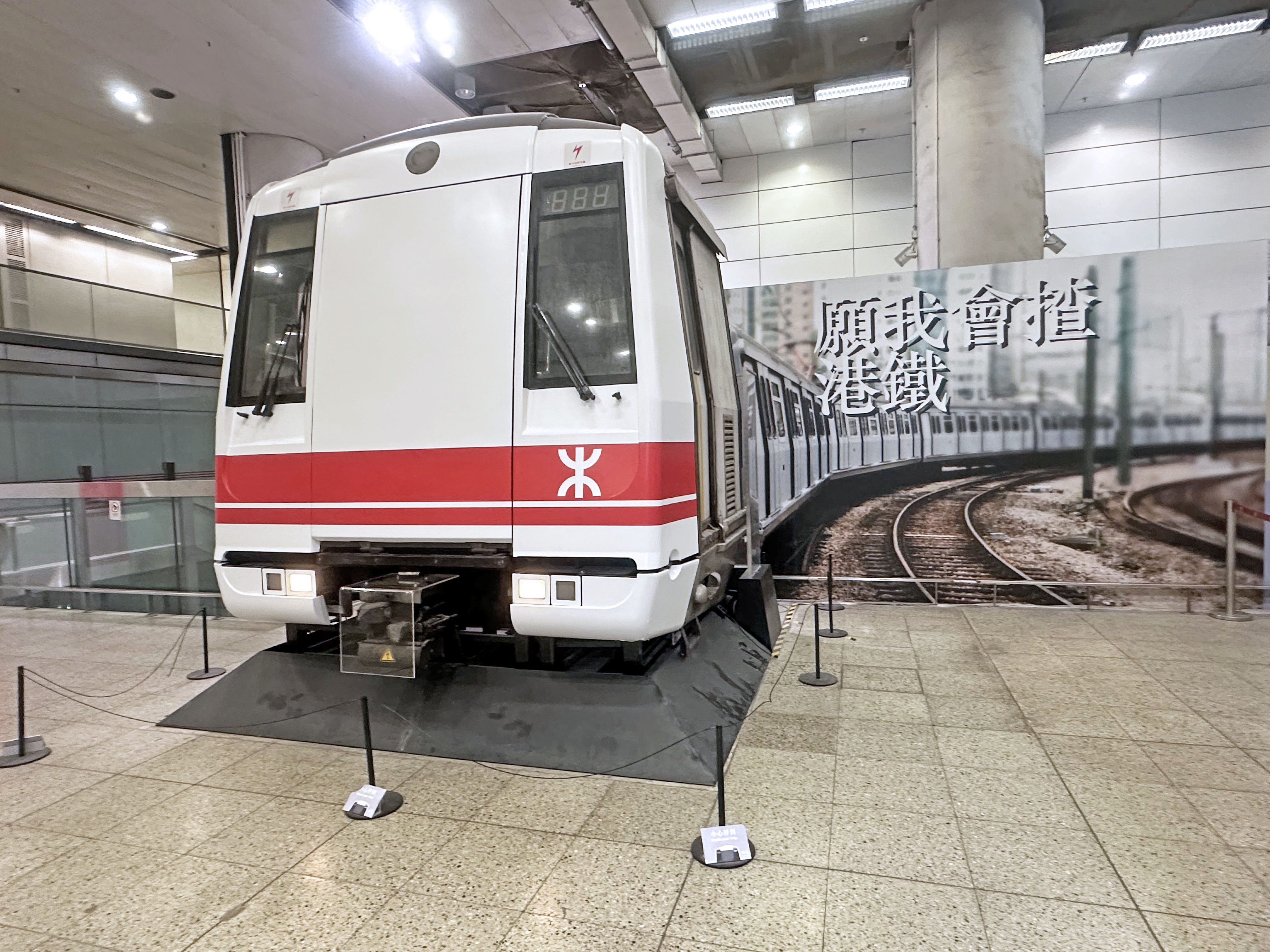
已披上45週年復古版塗裝的現代化列車車頭
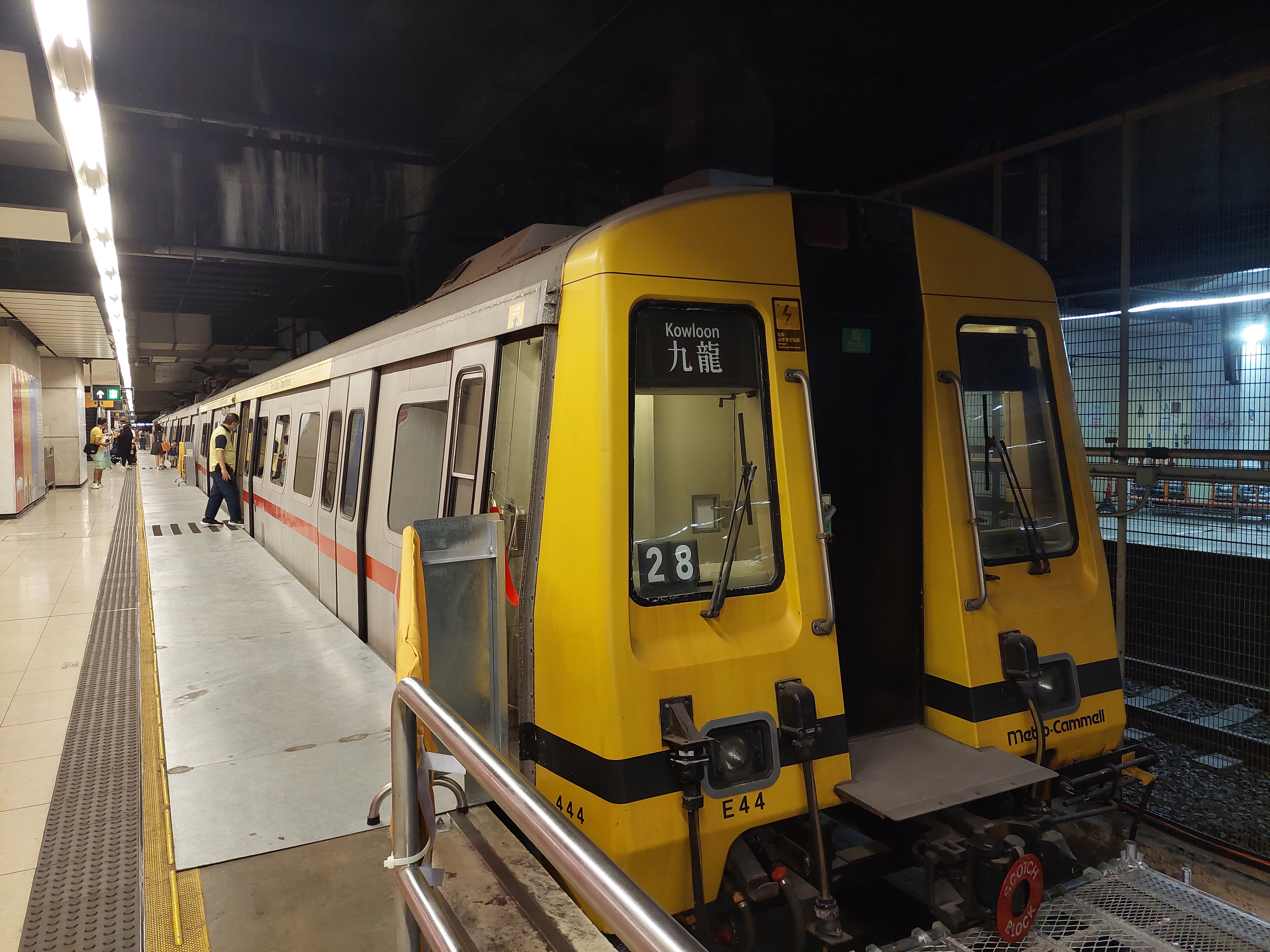
都城嘉慕列車（俗稱「黃頭」，沒作改動的E44的三卡列車）
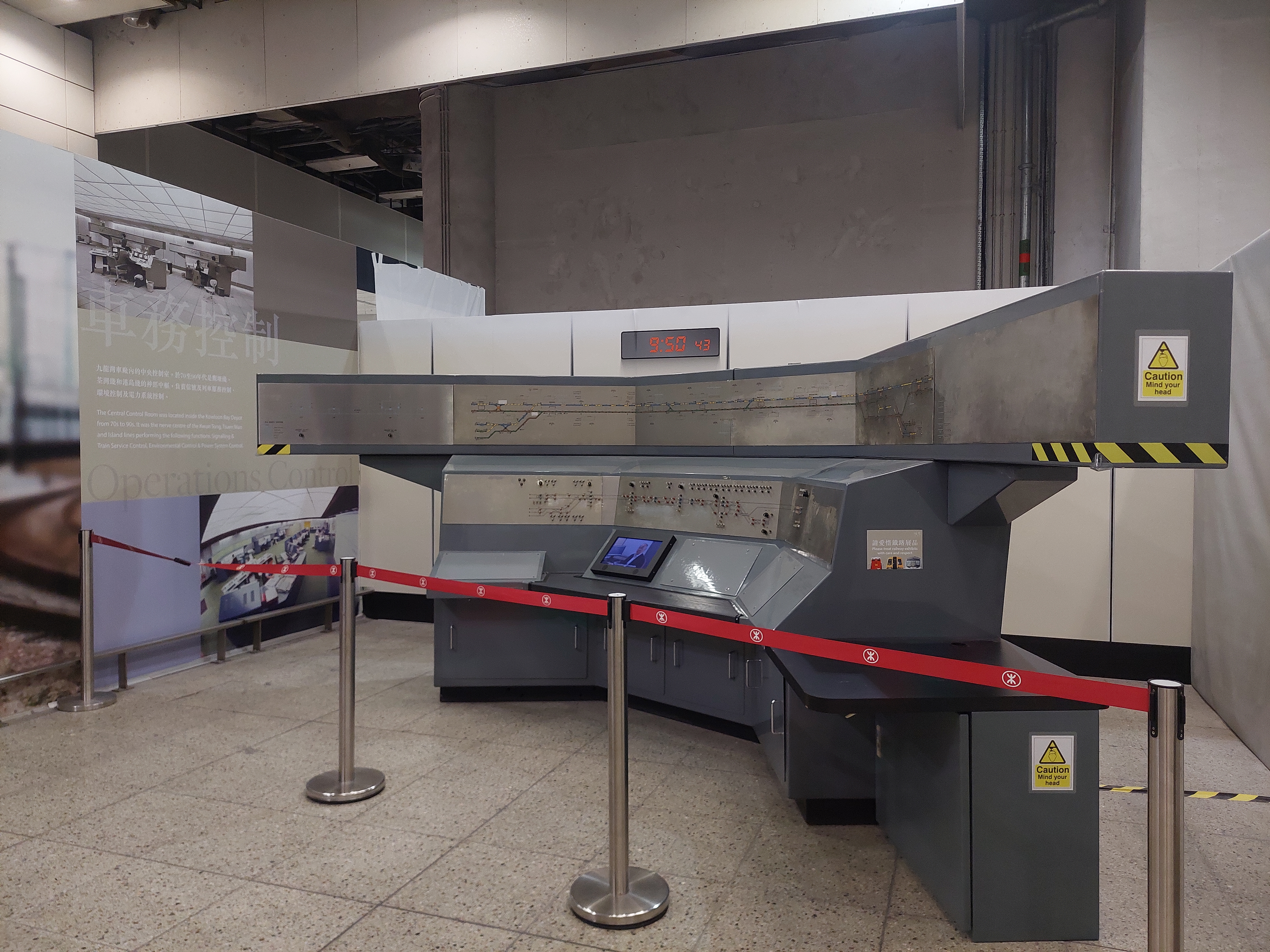
原先安裝於九龍灣車廠的車務控制台

## 工程质素爭議

### 新建月台鋼筋接駁位造假事件
2018年5月30日，香港《蘋果日報》報道紅磡站地底新建月台的兩幅主要牆身，近兩成螺絲頭破損或移位，不能與月台層的鋼筋接駁扭緊，而負責承建商禮頓建築不但未有更換問題部件，反偽裝成功接駁，安排工人將鋼筋剪短。工程師指有關做法讓鋼筋拉力大減，影響結構承重能力，最嚴重可導致全層倒塌。而位於下層的南北走廊（即東鐵綫）月台層板搭建後，連續牆的接駁位在2016年6月被拍攝的相片顯示多處出現滲水。而港鐵一度否認牆身滲水，直到媒體公開滲水的影片及相片後，港鐵才承認問題。
2018年8月31日，時任運輸及房屋局局長陳帆在立法會交通事務委員會昨召開特別會議披露政府巡查紅磡站巡查期間發現月台層板底部出現「蜂巢」現象，有混凝土剝落，部分鋼筋外露，故已要求港鐵檢視層板是否安全，又指不排除鑿開層板檢驗。時任署理路政署署長陳派明補充，該署在同月28日於紅磡站擴建月台視察，發現屯馬綫月台層板的B、C1及C2區域底部出現「蜂巢」現象、範圍約「幾個平方米」，深約10厘米；而時任屋宇署副署長余德祥指，屋宇署人員在同月29日亦有巡查有關位置，發現港鐵已移除相關部分的混凝土結構。該署檢查後認為該月台層板無明顯危險，故而提及會每周都到現場勘察。

## 意外及重大事件

### 列車出軌事故

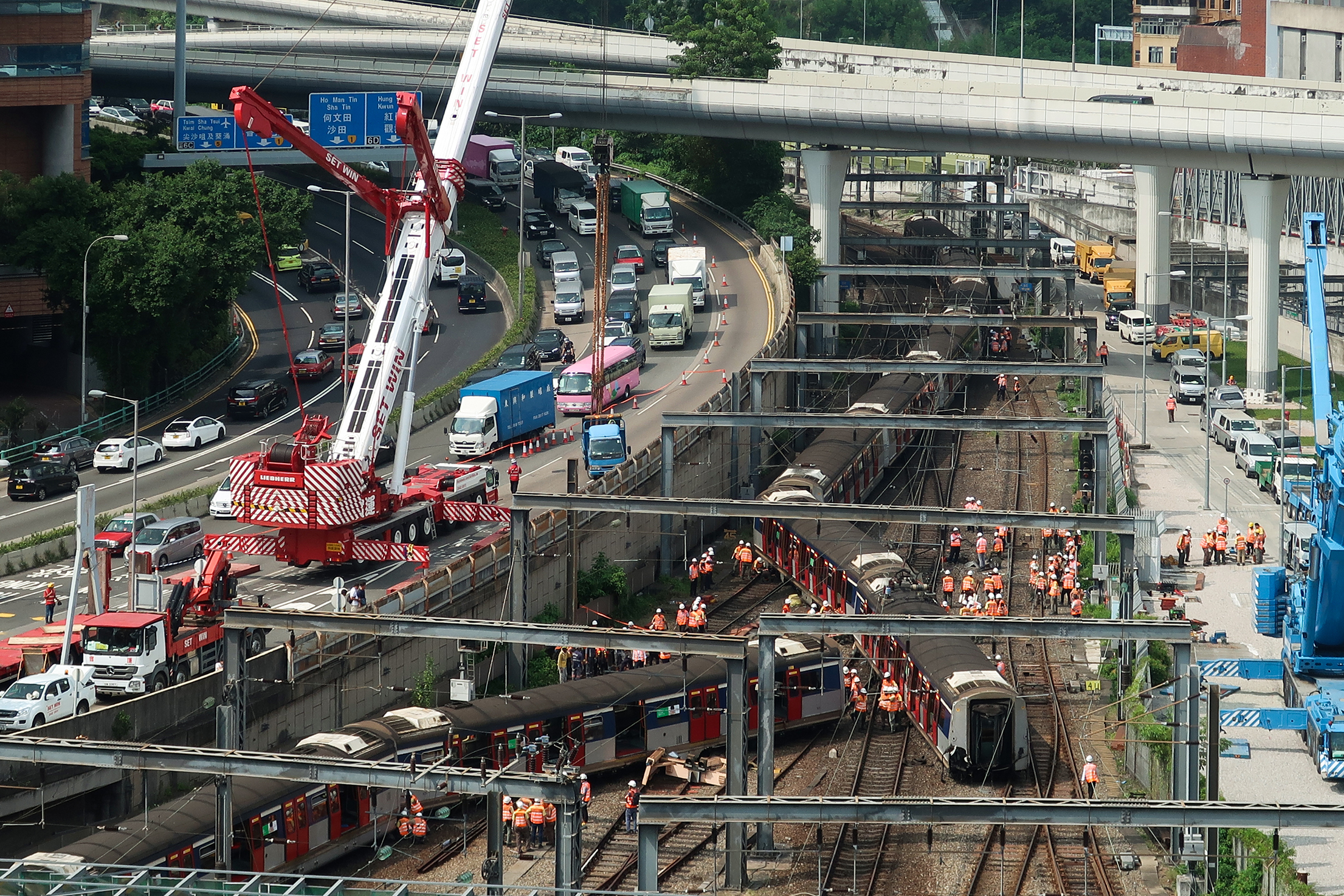
2019年9月17日，工作人員正在列車出軌意外現場善後

2019年9月17日早上8時31分左右，東鐵綫一列港鐵中期翻新列車由旺角東站經交叉渡線駛入紅磡站1號月台期間突然出軌，導致列車其中三節車廂偏離路軌並撞毀西鐵綫路軌上的止衝擋，當中有兩節車廂之間接駁位斷開，部分車廂的車門飛脫，為自1994年後第二宗港鐵載客列車出軌嚴重事故。事故造成8人受傷。受事故影響，東鐵綫紅磡站至旺角東站服務全日暫停；西鐵綫屯門站至紅磡站服務須每12分鐘一班；而東鐵綫旺角東站至羅湖站以及西鐵綫屯門站至南昌站服務維持每6分鐘一班；旺角東站至落馬洲站服務則維持每18分鐘一班，另外港鐵亦安排免費接駁巴士往返大圍站至鑽石山站，同時有19班城際直通車班次須取消。

### 反修例運動示威者破壞

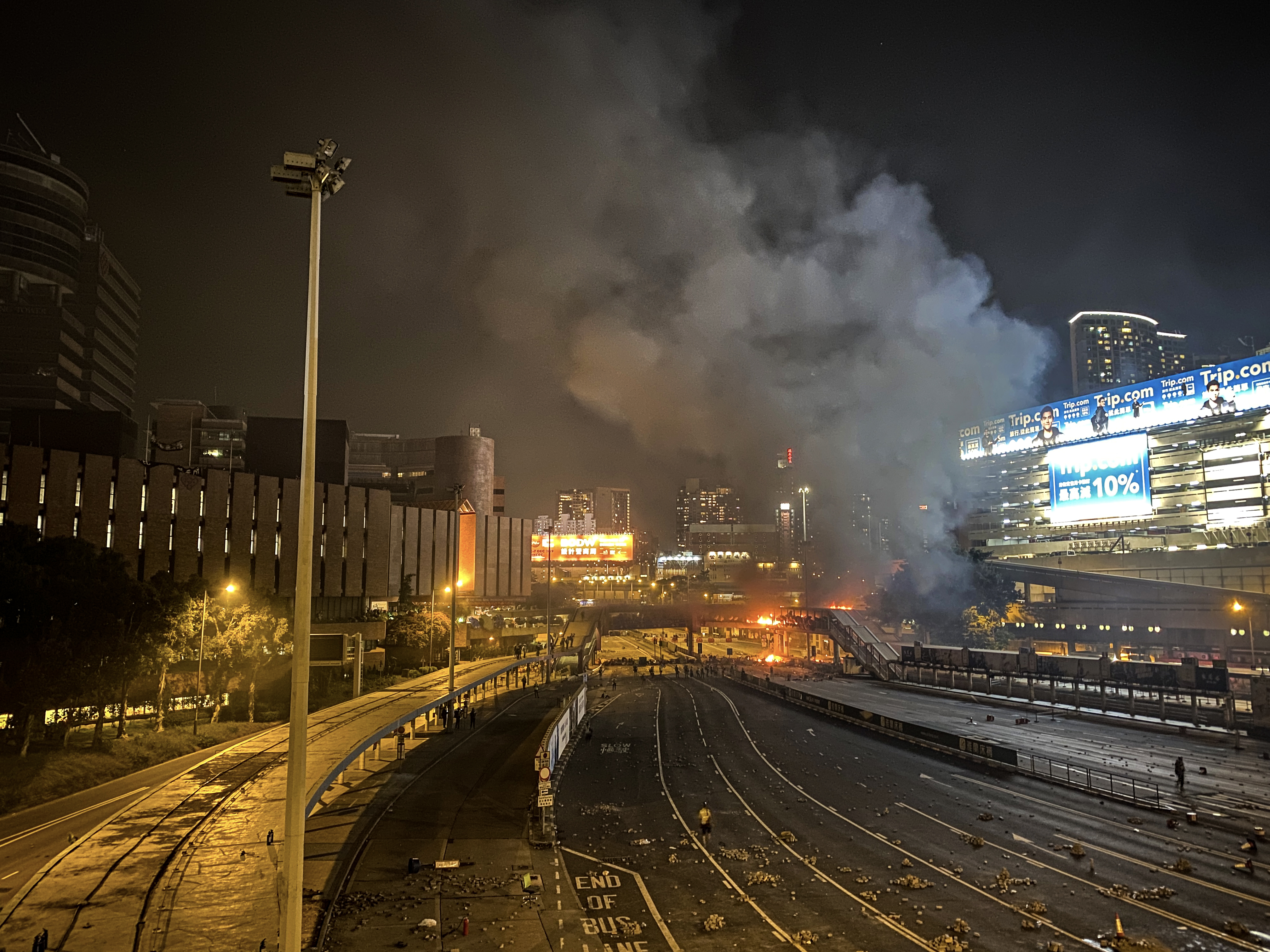
2019年11月17日晚上，連接理大和紅磡站的行人天橋陷入火海，從紅隧望出去火勢猛烈

2019年受反對逃犯條例修訂草案運動影響，紅磡站及鄰近露天路軌曾被多次破壞，導致車站於2019年10－11月期間多次關閉。而於同年11月香港理工大學衝突期間，有示威者嘗試封閉通往紅磡站天橋。其中在2019年11月17日晚上，連接理大與紅磡站的行人天橋多次被示威者縱火，以防止警方走入校園，期間一度傳出爆炸聲。翌日，港鐵表示紅磡站服務須暫停，直到同月25日才重開。不過車站通往尖東、理工大學、紅磡海底隧道來回方向巴士站的A、D出口仍須關閉。
- 2019年10月27日，紅磡站有閉路電視遭到反修例運動示威者塗污[75]。
- 2019年11月14日早上約5時45分及約7時20分，紅磡站兩度遭到反修例運動示威者投擲汽油彈[76]。

### 其他事件
- 2022年7月20日，一名66歲老翁在紅磡站與其家人失去聯絡，直到約6小時後才被站內清潔工發現其昏迷於非付費區的傷殘洗手間。隨後該名老翁被送往伊利沙伯醫院急症室搶救，唯最後宣告不治[77][78]。而同年8月11日，港鐵行政總裁金澤培在召開2022年港鐵中期業績公佈會期間亦提及對該男子在紅磡站死亡事件深感婉惜，並向事主家人致以深切慰問[79][80]；而港鐵香港客運服務總監楊美珍表示已展開詳細內部調查，結果顯示當日協助尋找事主的處理方式以至跟進及溝通有方面不足之處，並會嚴肅跟進要改善的地方及措施，亦會配合警方調查與切實執行相關結果，亦會與事主家人保持聯絡，並提供可行協助[81]。

### 引用
1. 1 2   (PDF).   [2017-12-08]. （原始内容存档 (PDF)于2016-09-10）.
2. 1 2 3 4   (PDF). 港鐵公司.   [2021-06-20]. （原始内容存档 (PDF)于2021-01-01）.
3. 1 2   (PDF). 港鐵公司. 2021-05-28  [2021-05-29]. （原始内容存档 (PDF)于2021-05-28）.
4. ↑  . 2020-08-10  [2020-08-11]. （原始内容存档于2020-09-09）.
5. ↑  . 香港特別行政區入境事務處.   [2019-06-07]. （原始内容存档于2019-10-06）.
6. 1 2 3  . 中华人民共和国海关总署. 2024-07-31  [2024-07-31]. （原始内容存档于2024-07-31） –南方网.
7. 1 2 3  . 入境事務處.   [2025-03-03]. （原始内容存档于2025-01-28）.
8. ↑  . 香港海關.   [2019-02-03]. （原始内容存档于2019-05-20）.
9. ↑  Botham, G. J. M.; J. H. McNeil. . Proceedings of the Institution of Mechanical Engineers, Part D: Transport Engineering. 1984, 198.1: 51-61  [2021-06-06]. （原始内容存档于2021-06-06）.
10. ↑  工商晚報. . MMIS. 工商晚報.   [2024-10-05].
11. ↑  . 華僑日報. 1975-10-20.
12. ↑  . 香港交通資訊網.   [2016-10-30]. （原始内容存档于2021-03-15）.
13. 1 2  香港電台. . LINE TODAY.   [2021-06-21]. （原始内容存档于2021-06-28） （中文（繁體））.
14. 1 2  . 明報. 2020-01-29  [2020-02-01]. （原始内容存档于2020-09-02）.
15. 1 2  . www.info.gov.hk.   [2021-05-18]. （原始内容存档于2021-05-18）.
16. 1 2  . www.xinhuanet.com.   [2021-05-18]. （原始内容存档于2020-08-06）.
17. 1 2  . www.immd.gov.hk.   [2021-05-18]. （原始内容存档于2018-08-04）.
18. ↑  . 明報. 2024-06-04  [2024-06-04]. （原始内容存档于2024-06-05） （中文（香港））.
19. ↑   (PDF). P.4. 港鐵公司. 2024年8月.
20. ↑   (PDF). 港鐵 - 沙田至中環綫. 2008-03-15  [2022-05-18]. （原始内容存档 (PDF)于2022-05-31）.
21. ↑   (PDF). 港鐵 - 沙田至中環綫. 2013-09-20  [2022-05-18]. （原始内容存档 (PDF)于2022-05-20）.
22. ↑  鍾妍. . 香港01. 2021-06-19  [2022-05-14]. （原始内容存档于2021-07-09） （中文（香港））.
23. ↑  鍾妍. . 香港01. 2022-05-14  [2022-05-14]. （原始内容存档于2022-07-12） （中文（香港））.
24. ↑  . 世界建筑. 1996 （中文）.
25. ↑  汤马士域; 陆沁. . 建筑技艺. 2000.
26. ↑  . 港鐵. 港鐵公司.   [2020年2月29日]. （原始内容存档于2020年2月21日） （中文（繁體））.
27. ↑  Eunice Lam. . U HK. 2019-10-24  [2021-11-14]. （原始内容存档于2021-11-14）.
28. ↑  . 香港郵政網頁. 香港郵政.   [2013年2月8日] （中文（繁體））.[永久]
29. ↑  . 港鐵網頁. 港鐵公司.   [2013年2月8日]. （原始内容存档于2011年2月20日） （中文（繁體））.
30. ↑  . 港鐵網頁. 港鐵公司.   [2016年10月3日]. （原始内容存档于2016年8月26日） （中文（繁體））.
31. ↑  . Google 地圖.   [2022-03-29]. （原始内容存档于2022-07-12）.
32. ↑  . 立場新聞. 2021-06-08  [2021-06-20]. （原始内容存档于2021-07-29）.
33. ↑  .   [2022-05-19]. （原始内容存档于2022-07-11）.
34. ↑  立法會. . 政府新聞網. 2013年1月30日  [2014年9月10日]. （原始内容存档于2021年1月1日）.
35. ↑   (PDF).   [2021-01-07]. （原始内容存档 (PDF)于2021-02-25）.
36. ↑   (PDF). P.4. 港鐵公司. 2024年8月.
37. ↑  Kowloon -Canton Railway (British Section) Annual Report for 1910, page R3.
38. ↑  鄭寶鴻. 何懿行 , 编. . 香港: 香港大學美術博物館. 2009-05: 244. ISBN 978-962-8038-86-2.
39. ↑  . 華僑日報. 1982-03-09  [2024-03-26].
40. ↑  . 工商日報. 1978-07-12  [2024-03-26].
41. ↑  『鐵道粉絲（日语：鉄道ファン (雑誌)）』1989年1月号、交友社 （日語）
42. ↑  . hsinchong.   [2019-07-02]. （原始内容存档于1999-05-04） （英语）.
43. ↑  何安誠. . 建设监理. 1997.
44. ↑  .   [2014年9月10日]. （原始内容存档于2014年10月22日）.
45. ↑   (PDF). 港鐵網頁. 港鐵公司.   [2014年4月30日] （中文（繁體））.
46. ↑  . 《太陽報》. 2014年8月20日  [2014年9月10日]. （原始内容存档于2020年5月22日）.
47. ↑  . on.cc. 2014-08-19  [2022-03-29]. （原始内容存档于2022-05-12）. 外部链接存在于|title= (帮助)
48. ↑  【沙中線】東鐵綫過海段通車後，1號至4號月台的安排 （页面存档备份，存于），香港交通資訊網
49. ↑  . 蘋果日報. 2012年12月6日  [2014年4月30日]. （原始内容存档于2016年3月4日） （中文（繁體））.
50. ↑  . 無綫新聞. 2014年11月20日  [2014年11月21日]. （原始内容存档于2021年3月15日）.（粵語）
51. ↑  . 都市日報. 2014年8月19日  [2014年8月23日]. （原始内容存档于2018年6月12日） （中文（繁體））.
52. 1 2  鍾妍. . 香港01. 2021-06-19  [2021-06-20]. （原始内容存档于2021-07-09）.
53. ↑  . 明報. 2021-06-08  [2021-06-20]. （原始内容存档于2021-06-09）.
54. ↑  . 東方日報. 2021-06-21  [2022-03-29]. （原始内容存档于2022-05-14）.
55. ↑  . 星島日報. 2021-06-07  [2022-03-29]. （原始内容存档于2022-07-12）.
56. ↑  . on.cc. 2021-06-21  [2022-03-29]. （原始内容存档于2022-05-26）.
57. ↑  . Now新聞台. 2021-06-20  [2022-03-29]. （原始内容存档于2022-05-24）.
58. ↑  . 香港01. 2022-05-15  [2022-05-16]. （原始内容存档于2022-07-11）.
59. ↑   (PDF). P.4. 港鐵公司. 2024年8月.
60. ↑  . 香港特別行政區政府憲報. 2025-01-09.
61. ↑  Pao, Ming. . 明報. 2024-01-21  [2024-04-26]. （原始内容存档于2024-01-21） （英语）.
62. ↑  . 信報 (2024-04-23) （中文（香港））.
63. ↑  . 香港01. 2024-04-20  [2024-04-26]. （原始内容存档于2024-05-28） （中文（香港））.
64. ↑  . 大公报. 2024-05-30  [2025-03-03].
65. ↑  . 明報. 2025-01-15 （中文（繁體））.
66. ↑  . 蘋果日報. 2018-05-31  [2018-06-01]. （原始内容存档于2018-06-19）.
67. ↑  . 香港01. 2019-09-17.
68. ↑  . 香港明報. 2019-09-17.
69. ↑  . 香港電台. 2019-09-17  [2019-09-17]. （原始内容存档于2019-09-21）.
70. ↑  .   [2019-09-17]. （原始内容存档于2019-09-22）.
71. ↑  . 香港電台. 2019-11-17  [2020-11-18]. （原始内容存档于2021-01-01）.
72. ↑  . 香港電台. 2019-11-17  [2019-12-13]. （原始内容存档于2021-01-01）.
73. ↑  . 灼見名家. 2019-11-18  [2020-11-18]. （原始内容存档于2021-01-01）.
74. ↑  . 香港電台. 2019-11-24  [2020-11-18]. （原始内容存档于2021-01-01）.
75. ↑  . 頭條日報. 2019-10-27  [2020-02-03]. （原始内容存档于2020-11-03）.
76. ↑  . 香港01. 2019-11-14  [2020-02-02]. （原始内容存档于2021-03-15）.
77. ↑  . 明報. 2022-07-22  [2022-07-22]. （原始内容存档于2022-08-05）.
78. ↑  . 香港01. 2022-07-22  [2022-07-22]. （原始内容存档于2022-07-28）.
79. ↑  . on.cc. 2022-07-22  [2022-07-22]. （原始内容存档于2022-07-22）.
80. ↑  . 星島日報. 2022-08-11  [2022-08-12]. （原始内容存档于2022-08-24）.
81. ↑  . 香港電台. 2022-08-12  [2022-08-12]. （原始内容存档于2022-08-24）.

## 外部連結
- 港鐵公司－紅磡站街道圖
- 港鐵公司－紅磡站位置圖
- 港鐵公司－紅磡站列車服務時間（页面存档备份，存于）
- 港鐵公司－城際客運服務（页面存档备份，存于）
- 香港鐵路大典上的相关条目：紅磡站